# Miskolc
Miskolc (németül: Mischkolz, szlovákul és csehül: Miškovec, jiddisül: Mishkoltz, románul: Mișcolț) megyei jogú város Magyarország északkeleti részén, a Bükk-vidék keleti lejtőinél. Az Észak-Magyarországi régió központja és legnagyobb települése. Borsod-Abaúj-Zemplén vármegye és a Miskolci járás székhelye. A vármegye lakosságának negyede Miskolcon él. Az ország negyedik legnépesebb települése Budapest, Debrecen és Szeged után, agglomerációval együtt Budapest és Debrecen után a harmadik legnagyobb, illetve a második legnagyobb belterülettel/beépített területtel rendelkező város Magyarországon Budapest után.
A környék Európa egyik legrégebben lakott területe, mint azt paleolit kori leletek tanúsítják. A különböző tájegységek találkozásánál, fontos kereskedőutak mentén épült település már a középkorban kereskedőváros volt, és 1365-ben Nagy Lajos királytól kapott városi rangot. A török hódoltság után ipara is fejlődésnek indult.
Miskolc Magyarország egyik legjelentősebb ipari központja. A hagyományos nehézipari és élelmiszeripari ágazatok mellett ma már jelentős szerephez jutnak a modern elektronikai, járműipari és vegyipari cégek is a város gazdaságában. Számos innovációs klaszter is működik a városban.
Miskolc ambíciója, hogy részben a helyi nagy múltú egyetem tudományos alapjaira építve, részben a már letelepedett nagyvállalatok műszaki hátterére alapozva, a térség kutató-fejlesztő központja legyen.
A rendszerváltás óta kulturális és idegenforgalmi szerepét igyekszik erősíteni; ebből a szempontból főbb látványosságai közé tartoznak a Miskolctapolca Barlangfürdő, a Diósgyőri vár, a lillafüredi Palotaszálló és a Miskolci Nemzeti Színház, illetve a Miskolci Állatkert és Kultúrpark. A régió vezető városaként az ennek megfelelő funkciókat is betölti; egyetemi város, a vármegye és környéke gazdasági, oktatási, kulturális központja. Miskolc város napja: május 11.

## Fekvése
A város a Bükk-vidék keleti részén, abba „beágyazódva”, a Szinva, Hejő és a Sajó völgyében, különböző természeti és gazdasági tájegységek találkozásánál épült. A város kivételes szépségét e csodás fekvése miatt is köszönheti. A Sajó, a Bódva és a Hernád összeolvadó völgysíkja, a Miskolci kapu ősidők óta jelentős áru- és személyforgalom színtere.
Miskolc területe 236,66 km², ebből 54,21 km² a belterület, 29,34 km² a zártkert és 153,11 km² a külterület. A belterületi rész szélessége kelet-nyugat irányban 19 km, észak-dél irányban 10 km. Mai felszíne – a kéregszerkezeti mozgások eredményeként – lépcsőzetes felépítésű. Keletről nyugat felé 30 km kiterjedésű, amin belül négy „lépcső” figyelhető meg; a magasságkülönbség eléri a 800 métert.
- Legmagasabb területe a Borovnyák-tető (945 m).[14] A legalacsonyabb terület a Sajó melléke (110–120 m), ez az alföldi táj része. Fiatal, pleisztocén–holocén üledékek (kavics, homok, agyag, iszap) építik fel.
- A síksági tájat az Avas–Tetemvár vonalától Diósgyőrig egy 250–300 méter magas dombvidéki tájövezet, az Alacsony Bükk váltja fel. Geológiai felépítésében harmadkori tengeri üledék – homok, homokkő, márga, agyag, közbeépült szénrétegek – és miocén-kori vulkáni anyagok, főleg tufák vesznek részt. Felszínét patakok, vízfolyások tagolták fel.
- Diósgyőrtől körülbelül Lillafüredig terjed a Középső Bükk 400–600 méteres rögsorozata, melyet túlnyomórészt triász mészkő, pala, alárendelt dolomit és egyéb kőzetek építenek fel. A tájövezet földrajzi sajátosságait a karsztos lepusztulásformák adják.
- Lillafürednél kezdődik a miskolci táj legmagasabb lépcsője, a 600–900 méterre emelkedő Magas Bükk, vagy Bükk-fennsík. Felépítésében ó- és középkori tengeri üledékek (mészkő, pala, dolomit) és eruptív kőzetek (például diabáz és porfirit) vesznek részt. Keletről nyugat felé fokozatosan emelkedik, belsejében kisebb-nagyobb barlangok alakultak ki.[15]

## Éghajlat
A város sokévi átlagos havi középhőmérsékleteit tekintve elmondható, hogy a leghidegebb hónap a január, míg a legmelegebb a július. Az évi közepes hőingás 22,1 °C. Az évi átlagos felhőborítottság 60% körüli.
Miskolc átlagos évi csapadékösszege 533 mm, ami jellegzetes évi menetet mutat, a nyári félév csapadékosabb, míg a téli félév szárazabb. A legkevesebb csapadék január-februárban hullik, a legcsapadékosabb hónap pedig – közel négyszer akkora értékkel – a június.
A napsütéses órák éves összege átlagosan 1800 óra, de évenként nagy változékonyságot mutat. Megfigyelhető a napfénytartam jellegzetes évi menete, a nyári hónapokban van a maximuma (havi 230–250 óra), míg november-január időszakban a minimuma (havi 40–60 óra).
A nyári napok (Tmax ≥ 25 °C) éves száma 70 nap. A hőségnapok (Tmax ≥ 30 °C) éves száma 15 nap. Forró nap (Tmax ≥ 35 °C) átlagosan kétévente 1 nap. A fagyos napok (Tmin ≤ 0 °C) éves száma 105 nap. A téli napok (Tmax ≤ 0 °C) éves száma 30 nap. A zord napok (Tmin ≤ –10 °C) éves száma 10 nap.
| Hónap                                    | Jan. | Feb. | Már. | Ápr. | Máj. | Jún. | Júl. | Aug. | Szep. | Okt. | Nov. | Dec. | Év   |
| ---------------------------------------- | ---- | ---- | ---- | ---- | ---- | ---- | ---- | ---- | ----- | ---- | ---- | ---- | ---- |
| Átlagos max. hőmérséklet (°C)            | 0,6  | 3,7  | 9,8  | 15,5 | 20,8 | 23,8 | 25,7 | 25,7 | 20,7  | 14,3 | 6,4  | 1,7  | 14,1 |
| Átlaghőmérséklet (°C)                    | −2,0 | 0,1  | 5,0  | 10,3 | 15,5 | 18,4 | 20,1 | 19,8 | 15,4  | 9,7  | 3,6  | −0,6 | 9,7  |
| Átlagos min. hőmérséklet (°C)            | −4,5 | −3,0 | 1,1  | 6,0  | 10,6 | 13,5 | 15,2 | 14,7 | 10,8  | 5,9  | 0,8  | −2,7 | 5,7  |
| Átl. csapadékmennyiség (mm)              | 19   | 23   | 25   | 46   | 60   | 82   | 66   | 61   | 46    | 40   | 38   | 27   | 533  |
| Havi napsütéses órák száma               | 50   | 82   | 136  | 176  | 228  | 229  | 248  | 243  | 175   | 133  | 57   | 40   | 1797 |
| Forrás: Országos Meteorológiai Szolgálat |      |      |      |      |      |      |      |      |       |      |      |      |      |

- Abszolút minimum-hőmérséklet: –35,0 °C (1940. február 16.) Miskolc-Görömbölytapolca (országos rekord)
- Abszolút maximum-hőmérséklet: 38,6 °C (1952. augusztus 16.) Miskolc Repülőtér, (2007. július 20.) Miskolc Avas
- Legnagyobb évi csapadékösszeg: 1554,9 mm (2010.) Miskolc-Lillafüred-Jávorkút (országos rekord)[16]

## A város története
| Főbb közigazgatás-történeti adatok 1900 óta | Főbb közigazgatás-történeti adatok 1900 óta    |
| ------------------------------------------- | ---------------------------------------------- |
| Rangja                                      |                                                |
| 1909-ig                                     | rendezett tanácsú város                        |
| 1909–1950                                   | törvényhatósági jogú város                     |
| 1950–1954                                   | közvetlenül a megyei tanács alá rendelt város  |
| 1954–1971                                   | megyei jogú város                              |
| 1971–1990                                   | megyei város                                   |
| 1990 óta                                    | megyei jogú város                              |
| Hozzá tartozó települések                   |                                                |
| 1945 óta                                    | Diósgyőr, Hejőcsaba                            |
| 1950 óta                                    | Görömböly, Hámor, Szirma                       |
| 1981 óta                                    | Bükkszentlászló                                |
| Területi beosztása                          |                                                |
| 1909-ig                                     | Borsod vármegye                                |
| 1909–1950                                   | (törvényhatósági jogú város)                   |
| 1950–1954                                   | Borsod-Abaúj-Zemplén megye                     |
| 1954–1971                                   | (megyei jogú város)                            |
| 1971 óta                                    | Borsod-Abaúj-Zemplén megye                     |
| 1994–2012                                   | Borsod-Abaúj-Zemplén megye, Miskolci kistérség |
| 2013 óta                                    | Borsod-Abaúj-Zemplén megye, Miskolci járás     |
| Megyeszékhely                               |                                                |
| 1923-ig                                     | Borsod vármegye                                |
| 1923–1938                                   | Borsod, Gömör és Kishont k.e.e. vármegye       |
| 1938–1945                                   | Borsod vármegye                                |
| 1945–1950                                   | Borsod-Gömör vármegye                          |
| 1950–2022                                   | Borsod-Abaúj-Zemplén megye                     |
| 2023–                                       | Borsod-Abaúj-Zemplén vármegye                  |
| Egyéb központi szerepköre                   |                                                |
| 1983-ig                                     | Miskolci járás székhelye                       |
| 1981–1990                                   | Miskolci városkörnyék központja                |
| 1994–2012                                   | Miskolci kistérség központja                   |
| 2013–                                       | Miskolci járás központja                       |

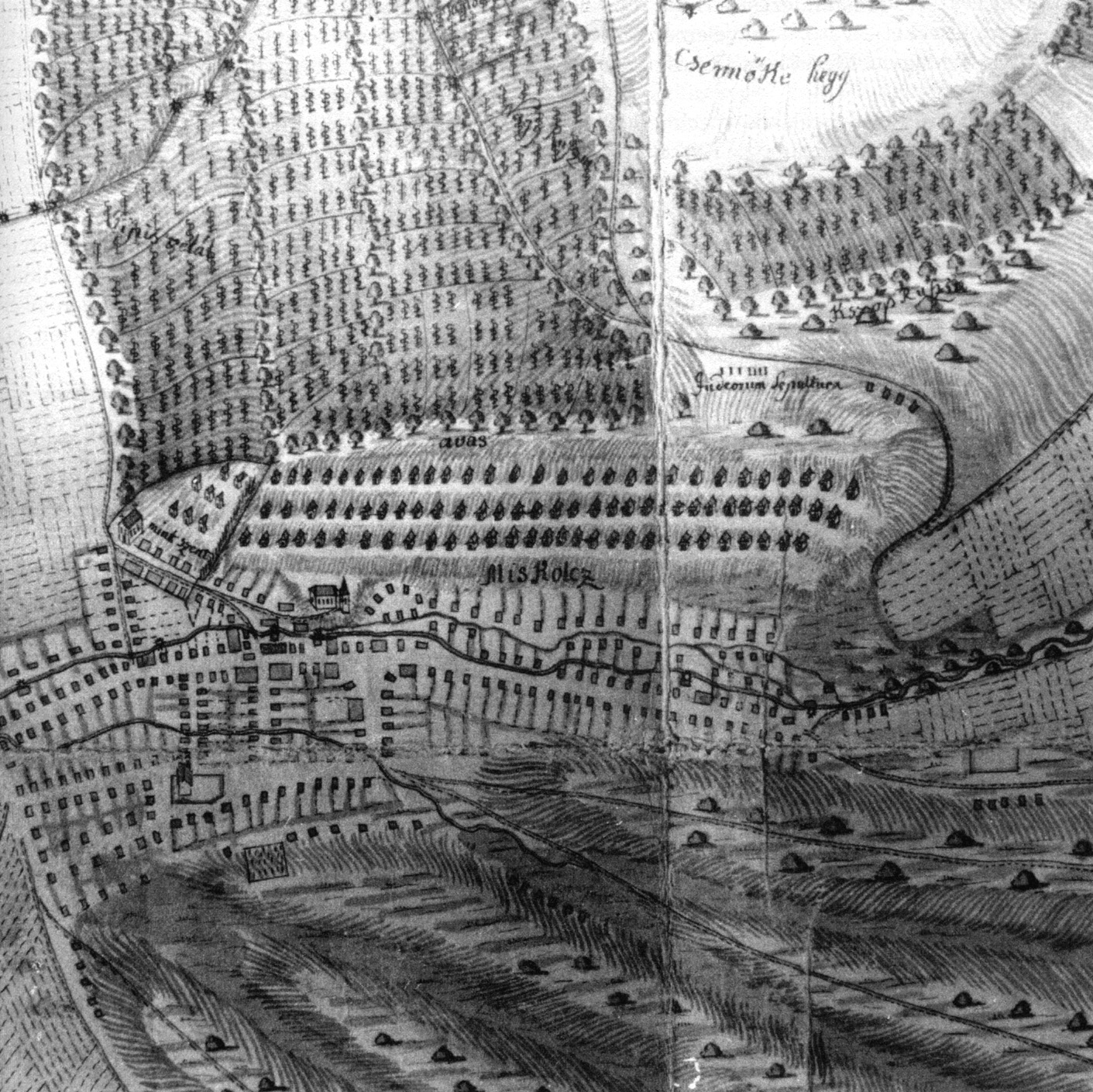
Miskolc térképe 1759-ből

A régészeti leletek tanúsága szerint a terület ősidők óta lakott, s ez Magyarország legrégebben lakott területe is. A több mint 70 000 éves, paleolit kori leletek azt bizonyítják, egyike Európa legrégebben lakott területeinek. Első ismert lakói a kelta gotinok, talán hozzájuk köthető a Miskolctapolcától délre fekvő Leányvár építése is. A honfoglaló magyarok már kevert etnikumú lakosságot találtak ezen a vidéken, akik a Sötétkapu táján, a Papszer oldalán és a Tetemvár környékén laktak. A mai diósgyőri vár helyén a honfoglalás előtt már földvár állt.
A hely a Miskóc nemzetségről kapta nevét, elsőként Anonymus említi ezen a néven a Gesta Hungarorumban 1173 körül („que nunc uocatur miscoucy”). A Miskóc nemzetség, amely a megyének is nevet adó Bors nemzetség egyik ága volt, 1312-ben veszítette el a területet, mert Csák Máté pártjára álltak Károly Róberttel szemben. A király a rimaszécsi Széchy-családnak adományozta a birtokot. Ők szereztek Miskolcnak először bíráskodási és vásártartási jogokat.
Miskolcot Nagy Lajos király emelte városi rangra – oppidummá, azaz mezővárossá nyilvánította, bíróválasztási és végrendelkezési jogok biztosításával –, 1365-ben, nagyjából ugyanabban az időben, amikor a közeli diósgyőri várat felújíttatta. A király egyben a diósgyőri koronauradalomhoz is csatolta a várost, amely egészen 1848-ig királyi tulajdonban állt. Zsigmond király 1435. október 2-ai oklevelében pallosjogot adott Miskolcnak. A település gyors fejlődésnek indult, a 15. század végén már 2000 lakosa volt, a török hódoltság idején azonban a fejlődés lelassult. 1544-ben a törökök felégették a várost és behódolásra kényszerítették. Miskolcot egészen az 1687-es felszabadulásig adóztatta a török, bár a diósgyőri várat már 1674-ben sikerült visszafoglalni. A város ebben az időszakban vált fontos bortermelő központtá, és a 17. század végére már 13 céh is működött itt. A török idők végére a lakosság létszáma elérte az akkori Kassáét.
A szabadságharc idején Rákóczi fejedelem rövid időre Miskolcon rendezte be főhadiszállását (1704. január 18-ától március 15-éig). 1706. szeptember 25-én az osztrákok kirabolták és felégették a várost, 1711-ben pedig kolerajárvány pusztított, melynek a népesség fele áldozatul esett. Miskolc ezután újra virágzásnak indult. 1724-ben Borsod vármegye mint központi helyen fekvő, nagy lakosságú mezővárost, Miskolcot választotta a megyeháza felépítésének helyszínéül. Az első népszámlálás 1786-ban 2414 házat és 14 179 lakost jegyzett föl a városban.
Több fontos épület a 18. és a 19. század folyamán épült, köztük a városháza, az új megyeháza (1820 körül), a színház (az ország mai területén álló első kőszínház; az első Kolozsvárott épült), a zsinagóga, számos iskola és templom. 1867-ben elkezdődött a gázvilágítás bevezetése, 1870. január 9-én átadták a Hatvan–Miskolc vasútvonalat, amivel a város összeköttetésbe került Pesttel, 1874-ben pedig bekötötték az első telefonkészüléket Miskolcon. Ezek az évek azonban nemcsak fejlődést hoztak a városnak: több csapás is sújtotta Miskolcot, 1873-ban ismét kolerajárvány tört ki, 1878-ban pedig hatalmas árvíz követelt több száz emberéletet. Az árvíz rengeteg épületet is elpusztított, de helyükre szebb, nagyobb épületek épültek. 1897 júliusában indult el az első miskolci villamosjárat, harmadikként az országban (Budapest és Pozsony után), a Tiszai pályaudvar és a Szent Anna tér között, valamint a Szeles utca és a Népkert között. Az első világháború közvetlenül nem érintette a várost, de közvetetten rengeteg ember halálát okozta, a fronton és a kolerajárványban is rengeteg miskolci halt meg.
Miskolc volt az 1886-os közigazgatási rendezés után a Trianon előtti Magyarország egyetlen városa, amely rendkívül dinamikus növekedésének köszönhetően rendezett tanácsú városból törvényhatósági jogú várossá tudott átalakulni 1909-ben.
Büntetés-végrehajtási intézetét (ma: Borsod-Abaúj-Zemplén Vármegyei Büntetés-végrehajtási Intézet) 1902-ben alapították.
A trianoni békeszerződés után Miskolc Borsod, Gömör és Kishont közigazgatásilag egyelőre egyesített (k.e.e.) vármegye székhelye lett. Ebben az időben a gazdaságban rövid időre hanyatlás következett be. A Trianon után elcsatolt országrészekből menekültek egész serege érkezett Miskolcra. A városnak át kellett vennie az addigi régióközpont, Kassa szerepét. Ez és a közelítő második világháborúra való felkészülés – amely Miskolcot az ország legfontosabb nehézipari központjává tette – újabb fejlődést hozott, bár a város sokat szenvedett a háború utolsó évében. Az ország német megszállása során – a vármegye főispánjának és a város polgármesterének közreműködésével – a helyi zsidó lakosságot gettósították, majd 1944 júniusának közepén a környék kisvárosaiból és a járásból összeszedettekkel együtt haláltáborokba szállították; mindent összevéve, a miskolci izraeliták 78 százaléka, mintegy 8900 fő veszett oda. Az első légitámadás 1944. június 2-án érte a várost. A Vörös Hadsereg december 4-én foglalta el Miskolcot. A háború alatt 350 épület semmisült meg és 7150-ben esett komoly kár.
1945-ben Diósgyőrt és Hejőcsabát, 1950-ben Görömbölyt, Szirmát és Hámort csatolták a városhoz. 1949-ben a Selmecbányáról Sopronba költöztetett Bányászati Akadémiát a nyugati határhoz túl közelinek ítélt városból keletebbre, Miskolcra hozták, akkor már Nehézipari Műszaki Egyetem néven. Az elkövetkezendő évtizedekben a város hat évre az ország második legnépesebb, egyben ötödik legnagyobb városa lett, az 1980-as években több mint 210 000 lakossal. 1983-tól a város lakossága egyre fogyott a 2017-es 157 ezres szintre. Mai kiterjedését 1981-ben érte el, amikor hozzácsatolták Bükkszentlászlót.
Az 1990-es évek a miskolci nehézipar hanyatlását hozták. A város népessége csökkenni kezdett, s Debrecen vette át helyét az ország második legnépesebb városaként. A 2000-es évektől folyamatos fejlődés volt megfigyelhető a városban, amivel az acélváros mítoszról a kultúra és turizmus városává válna Miskolc.
Miskolc 2005-ben az Európa kulturális fővárosa pályázaton Pécs után a második helyet szerezte meg, maga mögé utasítva ezzel Egert, Debrecent, Győrt, Budapestet és Sopront.

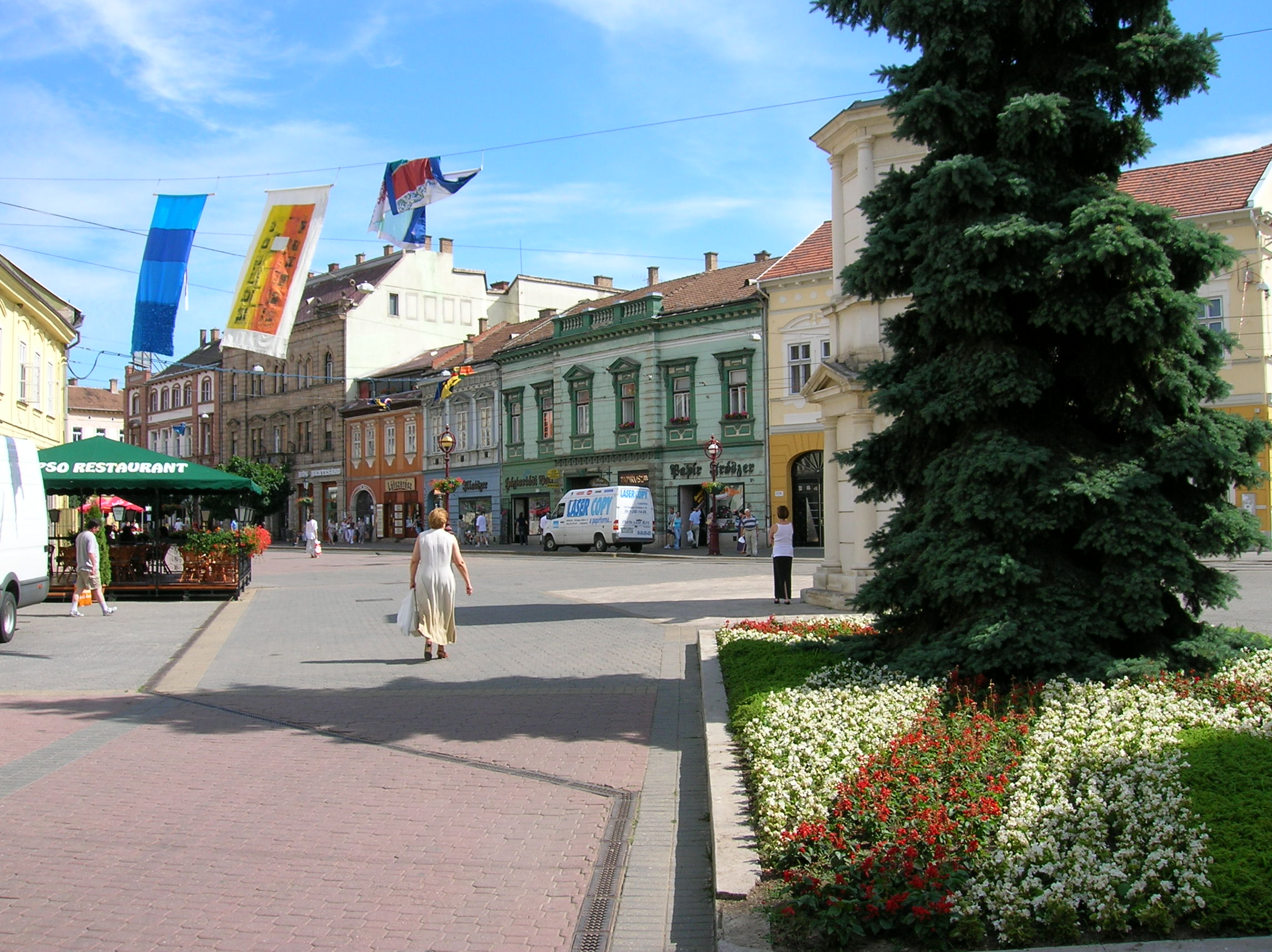
Városház tér

2008-ban a Kultúra Magyar Városa díjjal jutalmazták a várost, 2010-ben pedig megkapta az Értékgazdag Település címet.

## Népesség
Miskolc lakónépessége 2022. október 1-jén 147 533 fő volt, ami Borsod-Abaúj-Zemplén vármegye össznépességének 23,7%-át tette ki. A 2011-es népszámlálás óta 20 221 fővel csökkent a város lakosság száma. Ebben az évben az egy km²-re jutó lakók száma, átlagosan 623 ember volt. Miskolc népesség korösszetétele igen kedvezőtlen. 2022-ben a város lakónépességének a 13%-a 14 évnél fiatalabb, míg a 65 éven felülieké 23% volt. 2022-ben a férfiaknál 70,1, a nőknél 77,3 év volt a születéskor várható átlagos élettartam. A legmagasabb befejezett iskolai végzettség szerint az érettségi végzettséggel rendelkezők élnek a legtöbben a városban 51 012 fő, utánuk a következő nagy csoport a diplomával rendelkezők 34 543 fővel. 2022-ben a 6 évnél idősebb népesség 85%-nál volt internet elérési lehetősége. A népszámlálás adatai alapján a város lakónépességének 6,6%-a, mintegy 9709 személy vallotta magát valamely kisebbséghez tartozónak. A kisebbségek közül cigány, német és ruszin nemzetiségűnek vallották magukat a legtöbben.
A 19. század utolsó harmadától Miskolc lakosságszáma fokozatosan növekedett, egészen 1980-ig. A II. világháború rövid időre megakasztotta a fejlődést, majd a háború után robbanásszerűen növekedni kezdett Miskolc lakosságszáma, ez főleg az ipar erőteljes fejlesztésének köszönhető. Miskolc népessége az 1980-as évek közepe óta folyamatosan csökken. Népességének történelmi csúcsa 1985-ben volt amikor is 211 645 fő élt Borsod-Abaúj-Zemplén megye székhelyén. Az elmúlt évtizedek csökkenési ütemét figyelembe véve a demográfusok számításai szerint Miskolc lakossága 2030-ra 130 000 főre is csökkenhet[forrás?]. Ma már annyian élnek Miskolcon, mint 1960-ban.
A 2022-es népszámlálási adatok szerint a magukat vallási közösséghez tartozónak valló miskolciak túlnyomó többsége római katolikusnak tartja magát. Emellett jelentős egyház a városban még a református.

### Iskolai végzettség
| Iskolai végzettség                | Iskolai végzettség               | Iskolai végzettség | Iskolai végzettség | Iskolai végzettség |
| --------------------------------- | -------------------------------- | ------------------ | ------------------ | ------------------ |
|                                   |                                  |                    |                    | fő                 |
| Általános iskolát nem végezte el  | Általános iskolát nem végezte el |                    | 11 707             | 11 707             |
| Általános iskola                  | Általános iskola                 |                    | 21 190             | 21 190             |
| Szakmunkás                        | Szakmunkás                       |                    | 20 587             | 20 587             |
| Érettségi                         | Érettségi                        |                    | 51 012             | 51 012             |
| Diploma                           | Diploma                          |                    | 34 543             | 34 543             |
| A 2022. évi népszámlálás szerint. |                                  |                    |                    |                    |

A 2001-es népszámlálási adatok alapján, Miskolcon a legmagasabb befejezett iskolai végzettség szerint az érettségi végzettséggel rendelkezők éltek a legtöbben 55 032 fővel. Második legnagyobb csoport az általános iskolai végzettséggel rendelkezőek voltak 44 891 fővel, utánuk következett az általános iskolai végzettséggel nem rendelkezők 26 160 fővel, a szakmunkás végzettségűek 23 494 fővel, végül a diplomások 22 936 fővel.
A 2011-es népszámlálási adatok alapján, Miskolcon a legmagasabb befejezett iskolai végzettség szerint az érettségi végzettséggel rendelkezők éltek a legtöbben 54 595 fővel. Második legnagyobb csoport az általános iskolai végzettséggel rendelkezők voltak 32 323 fővel, utánuk következett a diplomával rendelkezők 30 329 fővel, a szakmunkások 23 921 fővel, végül az általános iskolai végzettséggel nem rendelkezőek 15 832 fővel.
A 2022-es népszámlálási adatok alapján, Miskolcon a legmagasabb befejezett iskolai végzettség szerint az érettségi végzettséggel rendelkezők éltek a legtöbben 51 012 fővel. Második legnagyobb csoport a diplomai végzettséggel rendelkezők voltak 34 543 fővel, utánuk következett az általános iskolai végzettséggel rendelkezők 21 190 fővel, a szakmunkás végzettségűek 20 587 fővel, végül az általános iskolai végzettséggel nem rendelkezőek 11 707 fővel.

### Etnikai összetétel
A 2001-es népszámlálás adatok szerint a város lakossága 184 125 fő volt, ebből a válaszadók 176 609 fő volt, 176 281 fő magyarnak, míg 4135 fő cigánynak vallotta magát, azonban meg kell jegyezni, hogy a magyarországi cigányok (romák) aránya a népszámlálásokban szereplőnél lényegesen magasabb. 474 fő német, 472 fő szlovák és 213 fő görög etnikumnak vallotta magát.
A 2011-es népszámlálás adatok szerint a város lakossága 167 754 fő volt, ebből a válaszadók 142 200 fő volt, 141 951 fő magyarnak vallotta magát, az adatokból az derül ki, hogy a magyarnak vallók száma jelentősen csökkent tíz év alatt, ennek egyik fő oka, hogy többen nem válaszoltak. Az elmúlt tíz év alatt, a nemzetiségiek közül a legjelentősebben a cigányok (5441 fő), a németek (912 fő) és a románok (208 fő) száma nőtt. A román és a német nemzetiségűek száma megkétszereződött. A szlováknak vallók száma (420 fő) kismértékben csökkent, az elmúlt tíz év alatt. A megyén belül, Miskolcon él a legtöbb magát cigánynak, orosznak (191 fő), szlováknak, németnek valló nemzetiségi.
A 2022-es népszámlálás adatok szerint a város lakossága 147 533 fő volt, ebből a válaszadók 126 330 fő volt, 125 746 fő magyarnak vallotta magát. Az elmúlt tizenegy év alatt, a nemzetiségiek közül a legjelentősebben a ruszinok (308 fő) és az ukránok (288 fő) száma nőtt, miközben jelentősen csökkent a cigányok (2388 fő) és a németek (671 fő) száma. A népszámlálás adatai nem részletezi az el nem ismert nemzetiségeket, de a számuk jelentősen nőtt, 2011 óta 1632 főről 5259 főre.

### Vallási összetétel
Miskolc lakóinak vallási összetétele 2022-ben
A 2001-es népszámlálási adatok alapján, Miskolcon a lakosság több mint fele (74,2%) kötődik valamelyik vallási felekezethez. A legnagyobb vallás a városban a kereszténység, melynek legelterjedtebb formája a katolicizmus (49%). A katolikus egyházon belül a római katolikusok száma 77 972 fő, míg a görögkatolikusok 12 255 fő. A városban népes protestáns közösségek is élnek, főleg reformátusok (41 415 fő) és evangélikusok (2652 fő). Az ortodox kereszténység inkább az országban élő egyes nemzeti kisebbségek (oroszok, románok, szerbek, bolgárok, görögök) felekezetének számít, számuk elenyésző az egész városi lakosságához képest (187 fő). Szerte a városban számos egyéb kisebb keresztény közösség működik. A zsidó vallási közösséghez tartózók száma 172 fő. Jelentős a száma azoknak a városban, akik vallási hovatartozásukat illetően nem kívántak válaszolni (10,4%). Felekezeten kívülinek a város lakosságának 14,9%-a vallotta magát.
A 2011-es népszámlálás adatai alapján, Miskolcon a lakosság fele (51%) kötődik valamelyik vallási felekezethez. Az elmúlt tíz év alatt a városi lakosság vallási felekezethez tartozása jelentősen csökkent, ennek egyik oka, hogy sokan nem válaszoltak. A legnagyobb vallás a városban a kereszténység, melynek legelterjedtebb formája a katolicizmus (33,2%). Az elmúlt tíz év alatt, a katolikus valláshoz tartozók száma negyedével esett vissza. A katolikus egyházon belül a római katolikusok száma 49 161 fő, míg a görögkatolikusok 6580 fő. A városban népes protestáns közösségek is élnek, főleg reformátusok (25 606 fő) és evangélikusok (1485 fő). Az ortodox kereszténység inkább az országban élő egyes nemzeti kisebbségek (oroszok, románok, szerbek, bolgárok, görögök) felekezetének számít, számuk elenyésző az egész városi lakosságához képest (135 fő). Szerte a városban számos egyéb kisebb keresztény közösség működik. A zsidó vallási közösséghez tartózók száma 104 fő. Összességében elmondható, hogy az elmúlt tíz év során minden más felekezetekhez tartozók száma jelentősen csökkent. Jelentős a száma azoknak a városban, akik vallási hovatartozásukat illetően nem kívántak válaszolni (30,6%), tíz év alatt a triplájára nőtt a számuk. Felekezeten kívülinek a város lakosságának 18,4%-a vallotta magát.
2022-es népszámlálás adatai alapján, Miskolcon a lakosság kevesebb mint a fele (44,2%) kötődik valamelyik vallási felekezethez. Az elmúlt tíz év alatt a városi lakosság vallási felekezethez tartozása jelentősen csökkent, ennek egyik oka, hogy sokan nem válaszoltak. A legnagyobb vallás a városban a kereszténység, melynek legelterjedtebb formája a katolicizmus (23,4%). Az elmúlt tíz év alatt, a katolikus valláshoz tartozók száma negyedével esett vissza. A katolikus egyházon belül a római katolikusok száma 34 292 fő, míg a görögkatolikusok 5896 fő. A városban népes protestáns közösségek is élnek, főleg reformátusok (21009 fő) és evangélikusok (1153 fő). Az ortodox kereszténység inkább az országban élő egyes nemzeti kisebbségek (ukránok, románok, szerbek, bolgárok, görögök) felekezetének számít, számuk az elmúlt 11 év alatt enyhén emelkedett (197 fő). A zsidó vallási közösséghez tartózók száma 89 fő. Jelentős a száma azoknak a városban, akik vallási hovatartozásukat illetően nem kívántak válaszolni (43,6%). Felekezeten kívülinek a város lakosságának 12,2%-a vallotta magát.

## Közigazgatása

### Polgármesterei 1990-től
| 1990–1993 | Csoba Tamás         | Fidesz                                                                     |
| 1993–1994 | T. Asztalos Ildikó  | SZDSZ                                                                      |
| 1994–1998 | Kobold Tamás        | KDNP                                                                       |
| 1998–2002 | Kobold Tamás        | Fidesz                                                                     |
| 2002–2006 | Káli Sándor         | MSZP-SZDSZ                                                                 |
| 2006–2010 | Káli Sándor         | MSZP-SZDSZ                                                                 |
| 2010–2014 | Kriza Ákos          | Fidesz-KDNP                                                                |
| 2014–2019 | Kriza Ákos          | Fidesz-KDNP                                                                |
| 2019–2024 | Veres Pál           | Függetlenek SZIVE-MSZP-Momentum-Párbeszéd-Jobbik-LMP-DK-MMM-Velünk a Város |
| 2024–     | Tóth-Szántai József | Pont Mi Egyesület-Fidesz-KDNP                                              |

### A 2024-es önkormányzati választás eredménye
- A polgármester-választás eredménye[41]

| Jelölt neve            | Jelölő szervezet(ek) | Jelölő szervezet(ek)                         | Szavazatok száma | Szavazatok aránya |
| ---------------------- | -------------------- | -------------------------------------------- | ---------------- | ----------------- |
| Tóth-Szántai József    |                      | Pont Mi Egyesület – Fidesz – KDNP            | 24 695           | 40,20%            |
| Barkai László          |                      | DK – LMP – Zöldek – MSZP – Párbeszéd- ZÖLDEK | 13 591           | 22,12%            |
| Varga Andrea Klára     |                      | Függetlenek SZIVE – Jobbik – Momentum        | 8321             | 13,54%            |
| Lehoczki-Spider László |                      | Nép Pártján                                  | 7554             | 12,30%            |
| Pakusza Zoltán         |                      | Mi Hazánk                                    | 4277             | 6,96%             |
| Dohány András          |                      | Független                                    | 2453             | 3,99%             |
| Fintor Zsolt           |                      | Független                                    | 543              | 0,88%             |
| Összesen               |                      |                                              | 61 434           | 100%              |

- A képviselőtestület-választás eredménye[42]

| Párt | Párt                                         | Mandátumok | Képviselő-testület | Képviselő-testület | Képviselő-testület | Képviselő-testület | Képviselő-testület | Képviselő-testület | Képviselő-testület | Képviselő-testület | Képviselő-testület | Képviselő-testület | Képviselő-testület | Képviselő-testület | Képviselő-testület | Képviselő-testület | Képviselő-testület | Képviselő-testület | Képviselő-testület | Képviselő-testület | Képviselő-testület |
| ---- | -------------------------------------------- | ---------- | ------------------ | ------------------ | ------------------ | ------------------ | ------------------ | ------------------ | ------------------ | ------------------ | ------------------ | ------------------ | ------------------ | ------------------ | ------------------ | ------------------ | ------------------ | ------------------ | ------------------ | ------------------ | ------------------ |
|      | Pont Mi Egyesület – Fidesz – KDNP            | 16         | P                  |                    |                    |                    |                    |                    |                    |                    |                    |                    |                    |                    |                    |                    |                    |                    |                    |                    |                    |
|      | DK – LMP – Zöldek – MSZP – Párbeszéd- ZÖLDEK | 5          |                    |                    |                    |                    |                    |                    |                    |                    |                    |                    |                    |                    |                    |                    |                    |                    |                    |                    |                    |
|      | Függetlenek SZIVE – Jobbik – Momentum        | 2          |                    |                    |                    |                    |                    |                    |                    |                    |                    |                    |                    |                    |                    |                    |                    |                    |                    |                    |                    |
|      | Mi Hazánk                                    | 2          |                    |                    |                    |                    |                    |                    |                    |                    |                    |                    |                    |                    |                    |                    |                    |                    |                    |                    |                    |
|      | Nép Pártján                                  | 1          |                    |                    |                    |                    |                    |                    |                    |                    |                    |                    |                    |                    |                    |                    |                    |                    |                    |                    |                    |

### Nemzetiségi önkormányzati képviselők 2024. október 1-től
| Bolgár települési nemzetiségi önkormányzat  | Bolgár települési nemzetiségi önkormányzat                |
| ------------------------------------------- | --------------------------------------------------------- |
| Valcsev Ivanov János László                 | Magyarországi Bolgárok Egyesülete                         |
| Rachev Ivo Alexandrov                       | Magyarországi Bolgárok Egyesülete                         |
| Bajcsev-Dancsó Damján                       | Magyarországi Bolgárok Egyesülete                         |
| Görög települési nemzetiségi önkormányzat   |                                                           |
| Hegedüsné Szambanisz Zója                   | Syllogos                                                  |
| Kosztopulosz László                         | Syllogos                                                  |
| Klikas-Katsios Sokratis                     | Syllogos-Diaspora Egyesület-Csongrád Megyei Görögök K. E. |
| Dr. Pecaszné Leskó Éva                      | Syllogos-Csongrád Megyei Görögök K. E.                    |
| Károlyi Szabolcs                            | BGKE-Diaspora Egyesület                                   |
| Lengyel települési nemzetiségi önkormányzat |                                                           |
| Bárkányi Péter                              | Polonia Nova Egyesület-Bem József K. E.-DÖE               |
| Szabó Mónika                                | Polonia Nova Egyesület-Bem József K. E.-DÖE               |
| Rémiás Emőke                                | Polonia Nova Egyesület-Bem József K. E.-DÖE               |
| Német települési nemzetiségi önkormányzat   |                                                           |
| Dr. Lange László                            | B-A-Z Megyei Német Ö. Szöv. E.                            |
| Lange László                                | B-A-Z Megyei Német Ö. Szöv. E.                            |
| Volcz Dénes                                 | B-A-Z Megyei Német Ö. Szöv. E.                            |
| Örmény települési nemzetiségi önkormányzat  |                                                           |
| Dr. Rózsa Péter                             | Örmény Kulturális Központ                                 |
| Rózsa Gyöngyvér Sarolta                     | Örmény Kulturális Központ                                 |
| Ledniczky Zsolt                             | Örmény Kulturális Központ                                 |
| Roma települési nemzetiségi önkormányzat    |                                                           |
| Lakatos Attila                              | RPM BAZ Megye                                             |
| Szukup András                               | RPM BAZ Megye                                             |
| Lakatos Ernő                                | RPM BAZ Megye                                             |
| Dancsné Iváncsik Erika                      | RPM BAZ Megye                                             |
| Kemény Anikó                                | RPM BAZ Megye                                             |
| Ruszin települési nemzetiségi önkormányzat  |                                                           |
| Szónoczki Mária                             | MROSZ                                                     |
| Szónoczki János Mihályné                    | MROSZ                                                     |
| Takács István                               | MROSZ                                                     |
| Gajdos Attila                               | MROSZ                                                     |
| Marosvölgyi Zsolt Jánosné                   | MROSZ                                                     |
| Szlovák települési nemzetiségi önkormányzat |                                                           |
| Bárány Péter                                | MASZSZ-Identita-Szlovák Unió                              |
| Varga Árpádné                               | MASZSZ-Identita-Szlovák Unió                              |
| Eszláriné Markó Mónika                      | MASZSZ-Identita-Szlovák Unió                              |
| Ukrán települési nemzetiségi önkormányzat   |                                                           |
| Ignácz Istvánné                             | MUKE-Egység                                               |
| Bakos Irina                                 | MUKE-Egység                                               |
| Dr. Luzhetskyi-Dzerin Katerina              | MUKE-Egység                                               |
| Somorjai Lehel Gábor                        | MUKE-Egység                                               |
| Kis Róbertné                                | MUKE-Egység                                               |

### Országgyűlési képviselők
A régi választójogi törvény, az 1989. évi XXXIV. törvény hatálya alatt a város négy választókerülethez tartozott.
| Név                |  | Párt   | Terminus  | Választókerület                                         |
| ------------------ |  | ------ | --------- | ------------------------------------------------------- |
| Balázsi Tibor      |  | MDF    | 1990–1994 | Régi Borsod-Abaúj-Zemplén megyei 1. sz. választókerület |
| Fedor Vilmos       |  | MSZP   | 1994–1998 | Régi Borsod-Abaúj-Zemplén megyei 1. sz. választókerület |
| Lenártek András    |  | Fidesz | 1998–2002 | Régi Borsod-Abaúj-Zemplén megyei 1. sz. választókerület |
| Fedor Vilmos       |  | MSZP   | 2002–2010 | Régi Borsod-Abaúj-Zemplén megyei 1. sz. választókerület |
| Csöbör Katalin     |  | Fidesz | 2010–2014 | Régi Borsod-Abaúj-Zemplén megyei 1. sz. választókerület |
| dr. Balás István   |  | MDF    | 1990–1994 | Régi Borsod-Abaúj-Zemplén megyei 2. sz. választókerület |
| dr. Koleszár Lajos |  | MSZP   | 1994–1998 | Régi Borsod-Abaúj-Zemplén megyei 2. sz. választókerület |
| dr. Répássy Róbert |  | Fidesz | 1998–2002 | Régi Borsod-Abaúj-Zemplén megyei 2. sz. választókerület |
| dr. Simon Gábor    |  | MSZP   | 2002–2010 | Régi Borsod-Abaúj-Zemplén megyei 2. sz. választókerület |
| dr. Zsiga Marcell  |  | Fidesz | 2010–2014 | Régi Borsod-Abaúj-Zemplén megyei 2. sz. választókerület |
| Mile Lajos         |  | MDF    | 1990–1994 | Régi Borsod-Abaúj-Zemplén megyei 3. sz. választókerület |
| Korinthus Katalin  |  | MSZP   | 1994–1998 | Régi Borsod-Abaúj-Zemplén megyei 3. sz. választókerület |
| Kádas Mihály       |  | Fidesz | 1998–2002 | Régi Borsod-Abaúj-Zemplén megyei 3. sz. választókerület |
| Káli Sándor        |  | MSZP   | 2002–2010 | Régi Borsod-Abaúj-Zemplén megyei 3. sz. választókerület |
| dr. Nagy Kálmán    |  | KDNP   | 2010–2014 | Régi Borsod-Abaúj-Zemplén megyei 3. sz. választókerület |
| dr. Kiss György    |  | MDF    | 1990–1994 | Régi Borsod-Abaúj-Zemplén megyei 4. sz. választókerület |
| dr. Tompa Sándor   |  | MSZP   | 1994–2010 | Régi Borsod-Abaúj-Zemplén megyei 4. sz. választókerület |
| Sebestyén László   |  | Fidesz | 2010–2014 | Régi Borsod-Abaúj-Zemplén megyei 4. sz. választókerület |

A 2011. évi CCIII. törvény értelmében Miskolc két országgyűlési egyéni választókerülethez tartozik, a Borsod-Abaúj-Zemplén vármegyei 1. sz. és a Borsod-Abaúj-Zemplén vármegyei 2. sz.-hoz.
| Név              |  | Párt   | Terminus  | Választókerület                                                                             |
| ---------------- |  | ------ | --------- | ------------------------------------------------------------------------------------------- |
| Csöbör Katalin   |  | Fidesz | 2014–     | Borsod-Abaúj-Zemplén vármegyei (2022-ig megyei) 1. sz. országgyűlési egyéni választókerület |
| dr. Varga László |  | MSZP   | 2014–2018 | Borsod-Abaúj-Zemplén vármegyei (2022-ig megyei) 2. sz. országgyűlési egyéni választókerület |
| Hubay György     |  | Fidesz | 2018–2022 | Borsod-Abaúj-Zemplén vármegyei (2022-ig megyei) 2. sz. országgyűlési egyéni választókerület |
| Dr. Kiss János   |  | Fidesz | 2022–     | Borsod-Abaúj-Zemplén vármegyei (2022-ig megyei) 2. sz. országgyűlési egyéni választókerület |

## Városrészek
Avas

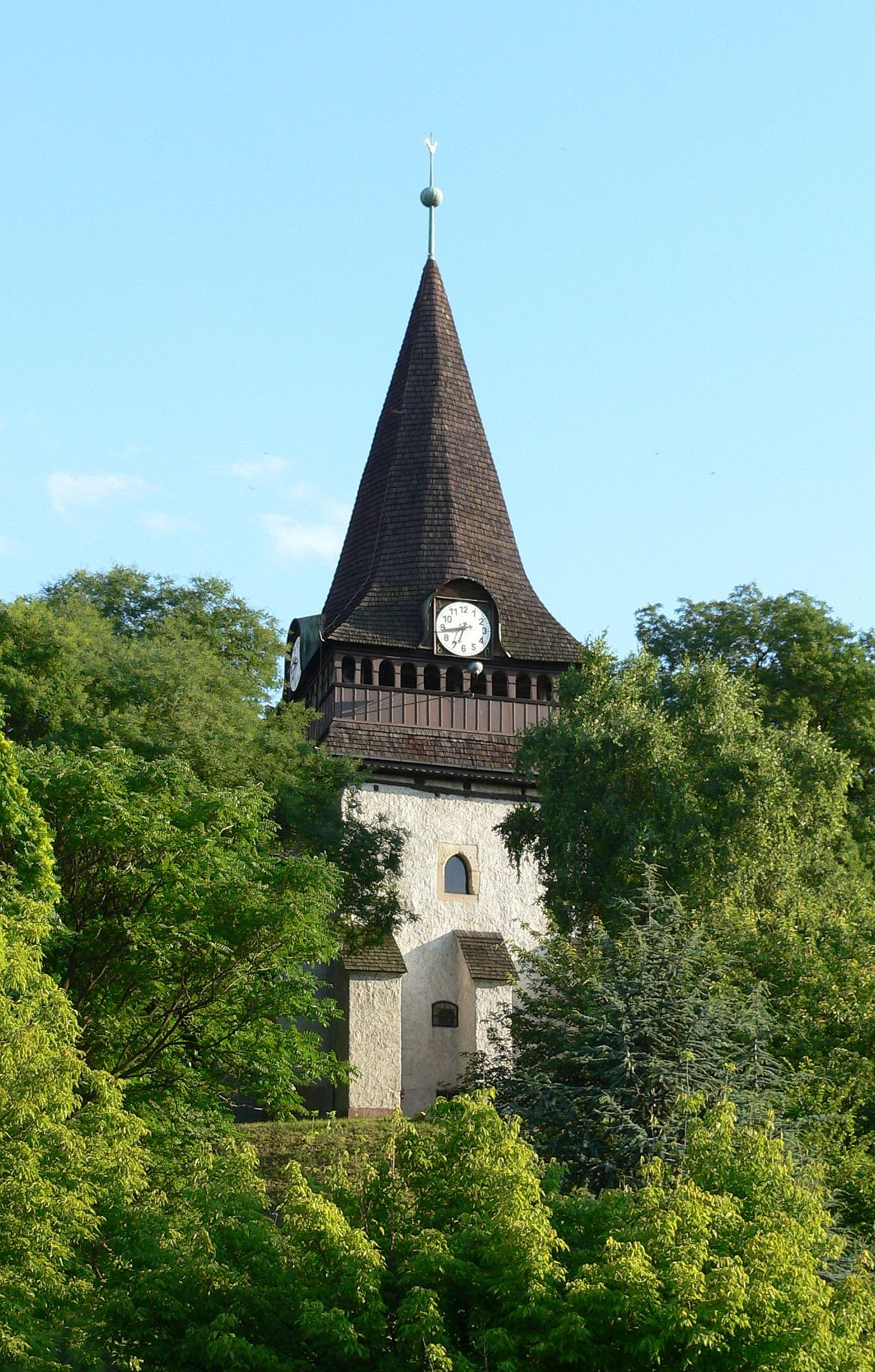
Avasi református templom gótikus harangtoronya

Az Avas Miskolc „hegye”, a város fölé magasodó domb, melynek tetején a város jelképe, az avasi kilátó és tévétorony áll, a belváros felé eső részén pedig a gótikus avasi templom, melynek harangjátéka negyedóránként hallható. Az Avas északi részén hangulatos utcácskák és borospincék találhatók, a déli részen pedig a város legnagyobb lakótelepe. A lakótelepen belüli tájékozódást az építési sorrendet tükröző felosztás segítheti, három „ütemre” van osztva.
Bábonyibérc
A Városház tértől északra a belvároshoz közeli kertvárosi negyed. Egykoron jellemző volt rá a szőlőtermesztés, de most már kertes házas környék. Két dombot foglal magába, köztük egy mély völgy, amit régen egy gáttal egészítettek ki, de erre ma már nincs szükség. Gyönyörű a kilátás a Bükk-vidék hegyeire, valamint az Avasra. 2006-tól már mindkét dombra jár fel helyi busz, a 11-es.
Belváros

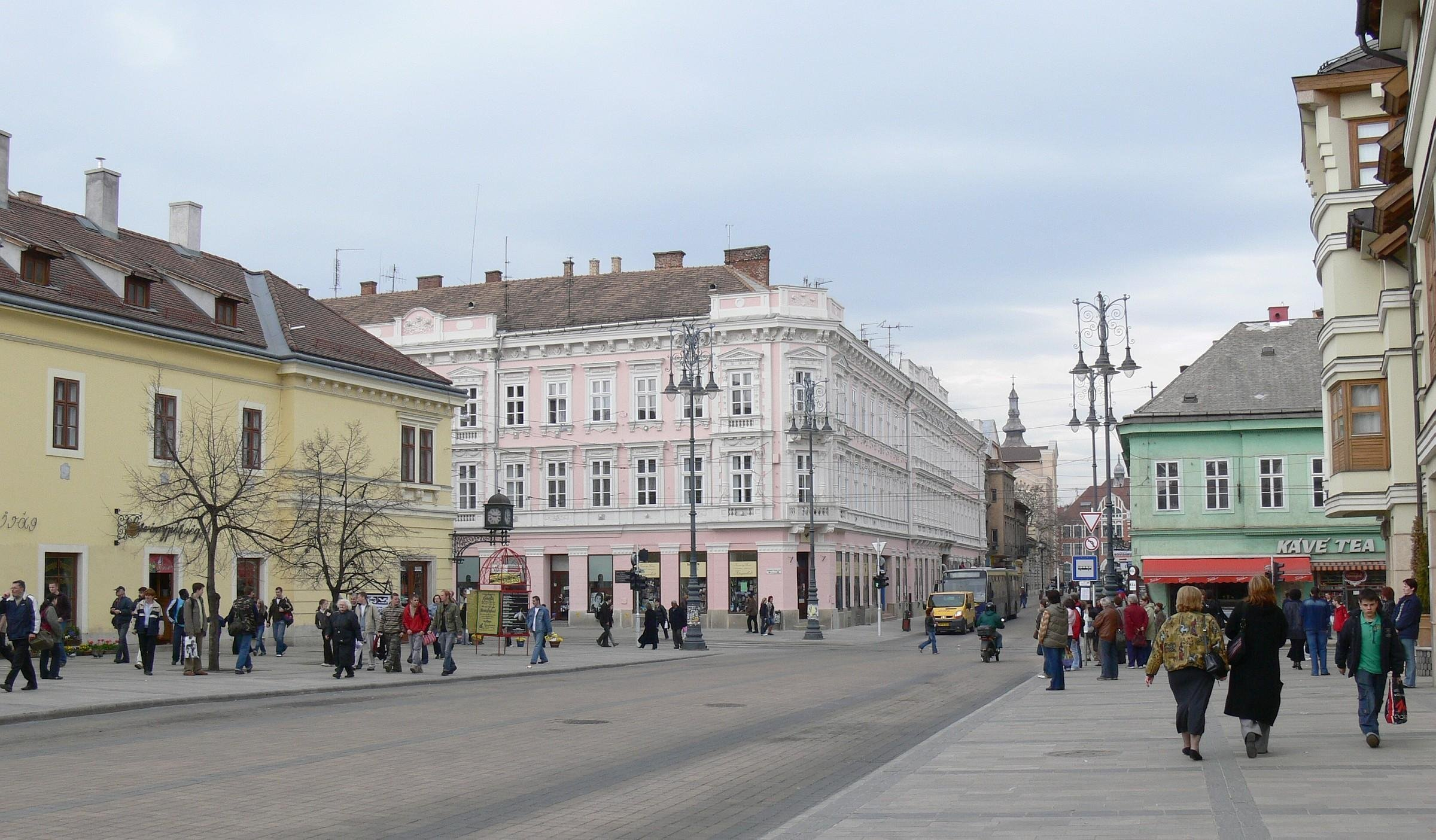
A belváros

Miskolc történelmi belvárosa műemlék jellegű épületekben kevésbé gazdag, mint más városoké, a 19. század hangulatát tulajdonképpen csak a sétálóutca jellegű főutca (Széchenyi István utca) és az ennek folytatásában elterülő Városház tér őrzi. Itt található a bevásárlóközpontok, hivatalok és irodák többsége, valamint a Búza téri autóbusz-pályaudvar, a városi buszok egy részének és a vidéki buszok többségének végállomása.
Csabai kapu
A belváros felől dél felé vezető Csabai kapu nevű út és annak környezete. Az út a tapolcai elágazásig tart. A terület főleg lakóövezet, az út két oldalán családi házas utcák vannak, illetve kórház. A Park utcában az 1950-es években épült ún. „Petneházy-bérházak” találhatóak.
Diósgyőr
Diósgyőr a Nagy-Miskolcot alkotó másik történelmi település, itt található a diósgyőri királyi vár és a futballcsapat stadionja. A tulajdonképpeni Miskolccal Újdiósgyőr köti össze, melynek központja az Újgyőri főtér. A két központ között fekszik a Bulgárföld és a Kilián városrész. Miskolc belvárosát a Győri kapu nevű városrész kapcsolja össze a Felsővároson keresztül Újgyőrön át Diósgyőrrel.
Egyetemváros
A Miskolci Egyetem épületei más városok egyetemeivel ellentétben nem a belvárosban szétszórtan helyezkednek el, hanem összefüggő városrészt alkotnak az Avas és Tapolca között, előbbihez közelebb. A nagyrészt összekapcsolt épületeket hatalmas park veszi körül.
Győri kapu
A belváros felől Diósgyőr irányába vezető Győri kapu nevű út és annak környezete. Az út a város egyik fő közlekedési útvonala, rajta villamosközlekedéssel. A terület főleg lakóövezet, amelyen megtalálhatóak az 1950–70-es évekből származó társasházak, de számos családi házas utcája is van.
Hejőcsaba és Görömböly
Két, mára egybeépült egykori község Miskolc fő tengelyétől távolabb. Hejőcsabát 1945-ben, Görömbölyt 1950-ben csatolták a városhoz. Hejőcsaba nyugati végéhez csatlakozik a Hejőpark (régebbi nevén Úttörőpark), amely fokozatosan növekszik, határos az Egyetemvárossal.
Lyukóvölgy
A Lyukóvölgyi út két oldalán elhelyezkedő, a főút melletti sávot leszámítva dombos terület, amelyen főleg korábbi hétvégi házak, illetve bodegák és elhanyagolt ingatlanok találhatók. A terület az elmúlt években rossz hírnévre tett szert, elsősorban hátrányos helyzetű családok miatt, akik a korábbi telki ingatlanokba és a még használható lakóépületekbe beköltöztek.
Katowice városrész
A Szentpéteri kapuban található városrész a „húszemeletes” környezetében, a Borsod-Abaúj-Zemplén Vármegyei Központi Kórház és Egyetemi Oktatókórháztól délre eső Pozsonyi és Kassai utca környéke, amelyet az 1960-as évekből származó régebbi négy- és tízemeletes lakóépületek alkotnak. Nevét Miskolc testvérvárosáról kapta.
Kilián
A Kilián városrész Miskolc Bulgárföld és Diósgyőr között elhelyezkedő része. A Kiss tábornok utca a városrészt északi és déli részre osztja. A területen főleg az 1950-es évek végén és az 1960-as években épült lakótelep lakóházai találhatóak meg, de családi házas utcák is vannak.
Komlóstető
Komlóstető a Vasgyártól délre, a Bükk nyúlványára kapaszkodik fel egészen a gerincig, Miskolctapolca északi pereméig.
Martinkertváros
Martinkertváros (korábban Martintelep) soha nem volt önálló település; dinamikusan fejlődő kertvárosi övezet a Belváros és Szirma között.
Miskolctapolca
Miskolctól különálló, de a városhoz tartozó lakó- és nyaralóhely, elsősorban barlangfürdőjéről, strandfürdőjéről és a Sziklakápolnáról híres. A starndfürdő szomszédságában nagyobb park található csónakázó tóval és játszótérrel. 1950 óta Miskolc része, azelőtt rövid ideig Görömböly községhez tartozott, előtte egyházi birtok volt.
Pereces
Pereces bányásztelepülés volt, ennek nyomai láthatók ma is.
Selyemrét
A Selyemrét Miskolc egyik városrésze, a belvárostól keletre helyezkedik el. A terület dél-keleti csücskében található Miskolc első számú pályaudvara, a Tiszai pályaudvar. Selyemrét fő közlekedés útvonala a Bajcsy-Zsilinszky utca, amelyen a buszközlekedés mellett villamosközlekedés is van, amely a Tiszai-pályaudvarról indul és a belvároson keresztül egészen Diósgyőr városrészig tart. A Selyemréten található a Selyemréti strandfürdő. A területet leginkább az 1950-es évekből származó bérházak jellemzik.
Szentpéteri kapu
Területe a  belvárostól északra, a Sajószentpéter felé vezető 26. számú főút két oldalára esik. Főleg a 60-as évekből származó régebbi 4 és 10 emeletes lakóépületek találhatóak itt, de nagy területet foglal el a Borsod-Abaúj-Zemplén Vármegyei Központi Kórház és Egyetemi Oktatókórház is. A Szentpéteri kapu városhatárán több bevásárlóközpont (Tesco, OBI), Bosch gyáregységek, és Miskolc legnagyobb temetője található. Szintén a Szentpéteri kapuban található még a Miskolci Rendvédelmi Technikum, azzal szemben pedig idősek otthona működik.
Tampere városrész
A Tampere városrész Miskolc egyik lakónegyede, amely az 1980-as években épült fel az Avas-Kelet városrészben. A kisméretű, zöldövezeti városrész a város legmagasabb presztízsű lakónegyedei közé tartozik, az Avas többi részétől elkülönül, azokkal ellentétben itt nem panel-épületeket építettek.
Vologda városrész
A belvároshoz közeli terület a központtól északra található, a Vologda utcától főleg északra. A Vologda utca környezetében négy- és tízemeletes panelházak vannak, játszóterekkel és boltokkal, mint más hasonló 1980-as évekbeli lakótelep. A Mátyás király utcától északra, a dombon felfelé viszont már sorházak vannak, és családi házas övezetbe megy át a terület. A Fábián kapu 4. szám alatt van a Miskolci rendőrkapitányság, a közvetlen mellette lévő irodaépületben pedig a kormányhivatal egyes osztályai működnek.
Vörösmarty városrész
A Vörösmarty városrész elhelyezkedése a történelmi belváros mellett, attól délre található. A területet nagyrészt az 1970-es évek második felében épült panel lakóépületek jellemzik.
Közigazgatásilag a városhoz tartozó különálló települések
Miskolctól különálló települések, amelyek közigazgatásilag a városhoz tartoznak, gyakorlatilag inkább az agglomeráció részei (az évszámok a városhoz csatolás évét jelentik). Ezek Szirmát kivéve mind hegyvidéki településrészek:
- Alsóhámor (1950)
- Bükkszentlászló (1981)
- Felsőhámor (1950)
- Lillafüred (1950)
- Ómassa (1950)
- Szirma (1950)

A KSH adatai
A KSH összeállítása a következő városrészeket tartalmazza, a mezőgazdasági és a lakónépesség nélküli területek kivételével (zárójelben a lakosságszám a 2011-es népszámláláskor):
- Központi belterület (149 344)
- Egyéb belterület
  - Bükkszentlászló (569)
  - Hámor (270)
  - Lillafüred (217)
  - Miskolctapolca (4712)
  - Ómassa (165)
  - Pereces (3111)
  - Szirma (3918)
- Külterület
  - Ághegy (129)
  - Bábonyibérc (98)
  - Bandzsalgó (65)
  - Bedegvölgy (44)
  - Bodótető (62)
  - Brucknertanya (3)
  - Csanyikvölgy (6)
  - Csernalj (26)
  - Erenyővölgy (410)
  - Felsőruzsin (21)
  - Garadna (7)
  - Kánás (31)
  - Kiskőbánya (54)
  - Középruzsin (107)
  - Kutyor és Danlos (4)
  - Lyukóbánya (767)
  - Magashegy (87)
  - Margitta (8)
  - Muszkástelep (32)
  - Nagyszentbenedek (326)
  - Őzugró (191)
  - Szentlélek (4)
  - Újmassa (5)

## Városkapuk

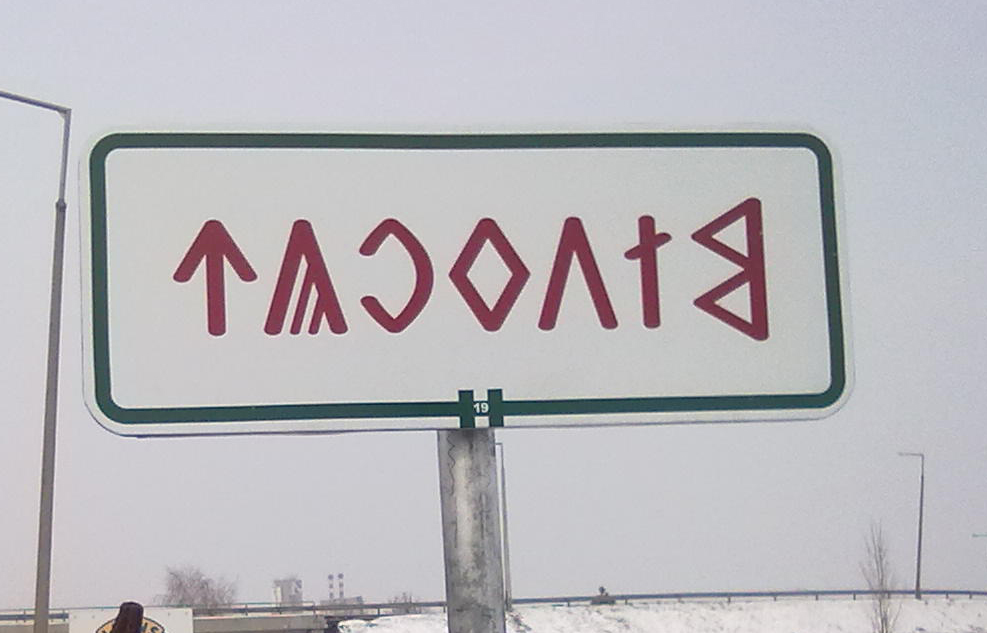
2011-ben rovásos helynévtáblákat helyeztek el Miskolc bevezető útjai mentén

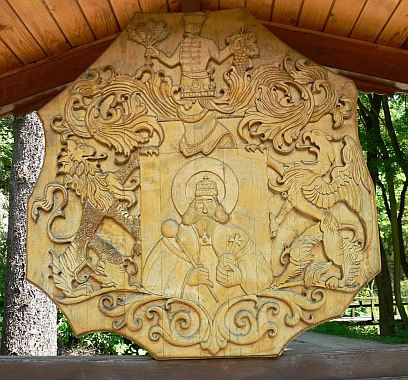
Miskolc faragott címere Lillafüreden

Az egykor körülkerített mezőváros határait árok- és sáncrendszer óvta, ezeket jól őrzött városkapuk törték meg. Csak ezeken keresztül lehetett a városba bejutni, mellettük vámszedőhelyek, kocsmák és vendégfogadók várták az ide látogatókat. 1940 körül még 13 fő- és 19 mellékvámszedőhelyről tudtak a várostérképek, tehát ennyi fő- és mellékúton lehetett Miskolcot megközelíteni. A település növekedésével a kapuk egyre távolabb kerültek eredeti helyüktől, végül már pusztán elméleti határt jelentettek. Az egykori védőrendszer emlékét a mai napig fennmaradt kapu elnevezésű utcák nevei őrzik: a Győri kapu, a Szentpéteri kapu, a Csabai kapu és a Zsolcai kapu ma is fő közlekedési útvonalak elnevezései, amelyek mentén a valamikor Diósgyőr, Sajószentpéter, Hejőcsaba és Felsőzsolca, illetve Miskolc közötti forgalmat bonyolító városkapuk álltak. A kevésbé ismert Fábián kapu a bábonyibérci szőlőkbe, a Meggyesalja (vagy Megyesre-járó kapu) az Avas alján található meggyesek felé vezető, kisebb jelentőségű utakat rejtett.
Különleges a Sötétkapu helyzete, amely nem egy utca, hanem magának a boltozatos kocsibejárónak az elnevezése.

## Címere
Miskolc város első pecsétlenyomata egy 1389. július 7-én kelt okmányon található, sárga viaszba nyomva. Körirata kivehetetlen, címerképe liliomos koronával ékesített királyi fő. 1433-ból való a következő pecsétváltozat, ugyancsak sárga viaszban, körirata Sigillum Civitas Miskolcz, ezen már szakállas a koronás fő, feltehetően Luxemburgi Zsigmond. A fej mellett balról hold, jobbról hatágú csillag. Egy időszakban a koronás fő helyett egy szétvetett lábú alak volt a pecsétnyomat, majd Szent István király teljes alakja, kezeiben jogarral és országalmával. Ezt a pecsétet 1687-ig használták, ezután jelent meg a király alakja helyett egy hajdú, egyik kezében szőlőfürttel, másikban búzaszállal. 1909-ben, amikor a város megkapta a törvényhatósági jogot, a címert az addigi pecsétképek összevonásával alkották meg.

## Gazdaság
Lásd még: A diósgyőri kohászat története
Bár Miskolc a köztudatban iparvárosként él, és gazdaságának valóban a szocialista évtizedek nagyarányú iparosítása adta a legnagyobb lendületet, az ipar, közte a kohászat is már több évszázados múltra tekint vissza a városban.

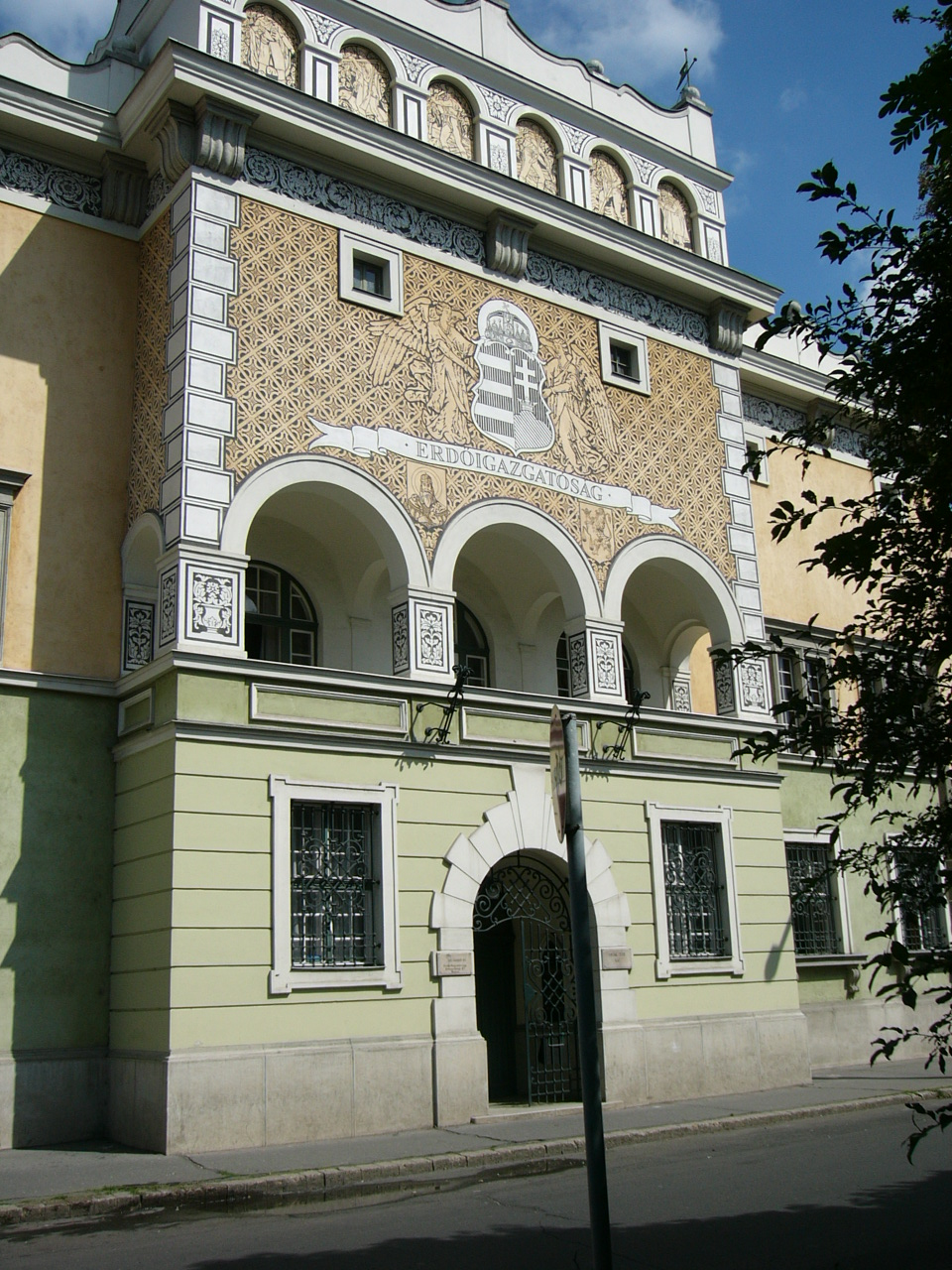
Az Erdészeti palota

Miskolc már a középkorban is kereskedőváros volt, köszönhetően annak, hogy fontos kereskedelmi útvonalak mentén feküdt. Gazdasági szempontból a középkor és a török idők történelmi viharai után indult igazán fejlődésnek. A 18. században már fűrészmalma, papírgyára, sörfőzdéje és puskaporkészítő üzeme is volt a városnak, a Szinván tizenöt vízimalom őrölte a búzát. A 18. század végére – 19. század elejére tehető az üveghuták és vashámorok megjelenése, melyet elősegített az, hogy a környező vidék fában igen gazdag. A Fazola Henrik által 1770 körül épített kohó nem maradt fenn, de az ezt követő, 1813-ban épített, ma Őskohó néven ismert vasolvasztó ma is látható; ipari műemlék. Az üveghuták és hámorok körül kialakult települések közül mára több is (Alsóhámor, Felsőhámor, Ómassa, Bükkszentlászló) Miskolc része lett.

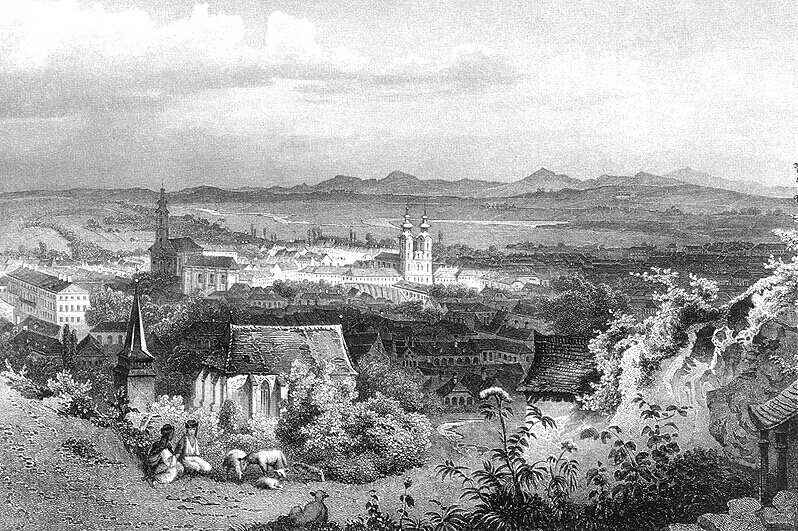
Miskolc látképe 1840-ben (Ludwig Rohbock metszete)

A 19. század második felétől a fejlődés felgyorsult, részben a kiegyezés utáni kedvező politikai helyzet, részben a vasútvonal hatására. Diósgyőrben nagy kohászati üzem épült, rengeteg nehéz-, könnyű- és élelmiszeripari gyár, üzem jött létre, fejlődött a barnakőszén-bányászat is. A város lakossága negyven év alatt csaknem kétszeresére nőtt. Részben az ipari fejlődés eredménye volt Miskolc, Diósgyőr és több környező település egyesítésével Nagy-Miskolc létrejötte (1945, illetve 1950). Ez csak az első lépés volt a város szocialista nehézipari központtá fejlődésében, amely az 1980-as években tetőzött, a több mint 18 000 főt foglalkoztató vasgyár termelése meghaladta az évi egymillió tonnát. A város lakossága ekkor érte el a rekordot, több mint 200 000 lakost; a munkaképes korúak több mint kétharmadának a nehézipari cégek adtak munkát.
A rendszerváltás utáni gazdasági visszaesés Észak-Magyarország iparvárosait érintette a legsúlyosabban, a munkanélküliségi ráta az egyik legmagasabb lett az országban, Miskolc lakossága drasztikusan csökkent (bár erre nemcsak a munkanélküliség, hanem a korszakra egyébként is jellemző szuburbanizációs folyamat is hatással volt.) A város gazdasági szerkezete átalakult, a nagy állami cégek túlsúlya helyett a kis- és középvállalkozások lettek jelentősek. Az ország többi részéhez hasonlóan az állami cégek privatizációja is lezajlott.

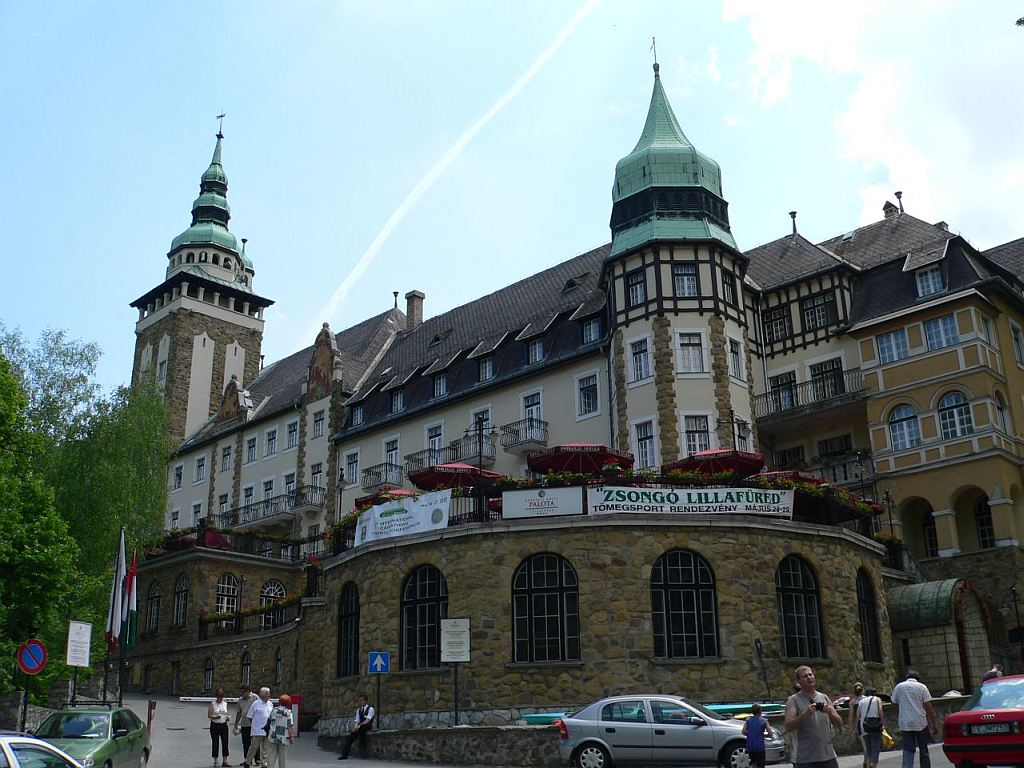
Lillafüredi palotaszálló

A 2000-es évek elejére az átalakulás nagyjából befejeződött, és a város túljutott a gazdasági mélyponton. Nőtt a szolgáltatószektor jelentősége, nemzetközi nagyvállalatok, hipermarketek jelentek meg a térségben. A városvezetés tudatosan igyekszik erősíteni Miskolc sokáig elhanyagolt idegenforgalmi és kulturális szerepét, amiben nagy lehetőségek rejlenek. 2004 végén az M30-as autópálya is elért a városig, amely az M3-as autópályához csatlakozva gyorsforgalmi közúti összeköttetést biztosít Budapesttel és az ország többi részével.

### Munkanélküliek száma
A munkanélküliek számának változását a városban az alábbi táblázat mutatja.
| Év   | Munkanélküli (fő) | Munkanélküli (%) |
| ---- | ----------------- | ---------------- |
| 2000 | 8823              | 7,64%            |
| 2001 | 9320              | 8,02%            |
| 2002 | 9153              | 7,72%            |
| 2003 | 8887              | 7,50%            |
| 2004 | 8624              | 7,38%            |
| 2005 | 9051              | 7,89%            |
| 2006 | 8710              | 7,61%            |
| 2007 | 9368              | 8,11%            |
| 2008 | 9844              | 8,62%            |
| 2009 | 11 798            | 10,31%           |
| 2010 | 12 708            | 11,21%           |
| 2011 | 12 172            | 10,85%           |
| 2012 | 11 157            | 10,20%           |
| 2013 | 10 137            | 9,40%            |
| 2014 | 9030              | 7,91%            |
| 2015 | 7875              | 6,97%            |
| 2016 | 6410              | 5,76%            |
| 2017 | 5716              | 5,21%            |
| 2018 | 4742              | 4,37%            |
| 2019 | 4879              | 4,54%            |
| 2020 | 5731              | 5,64%            |
| 2021 | 5049              | 5,11%            |
| 2022 | 4341              | 4,49%            |
| 2023 | 4075              | 4,33%            |
| 2024 | 4055              | 4,34%            |

## Közlekedés

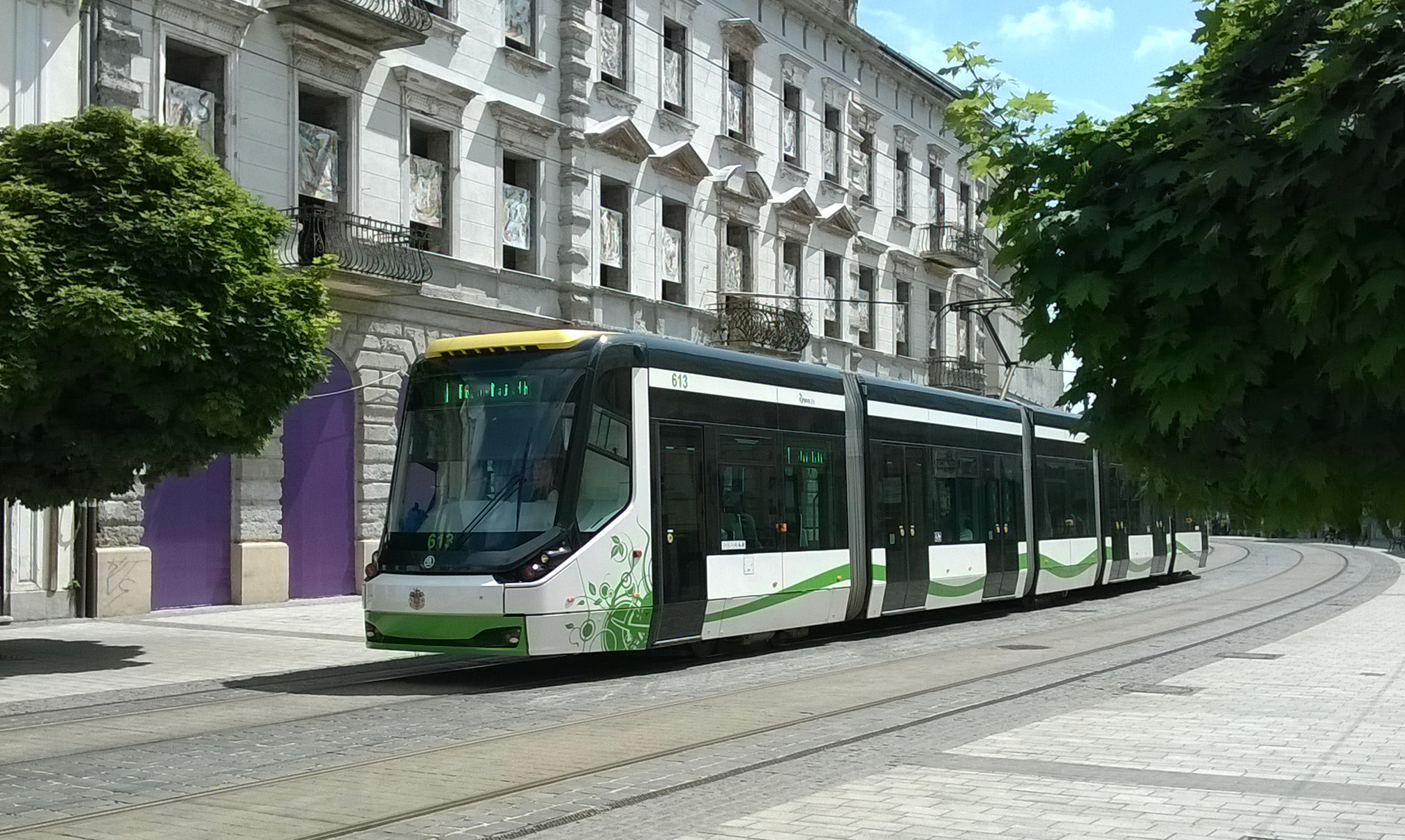
1-es villamos a Széchenyi utcán

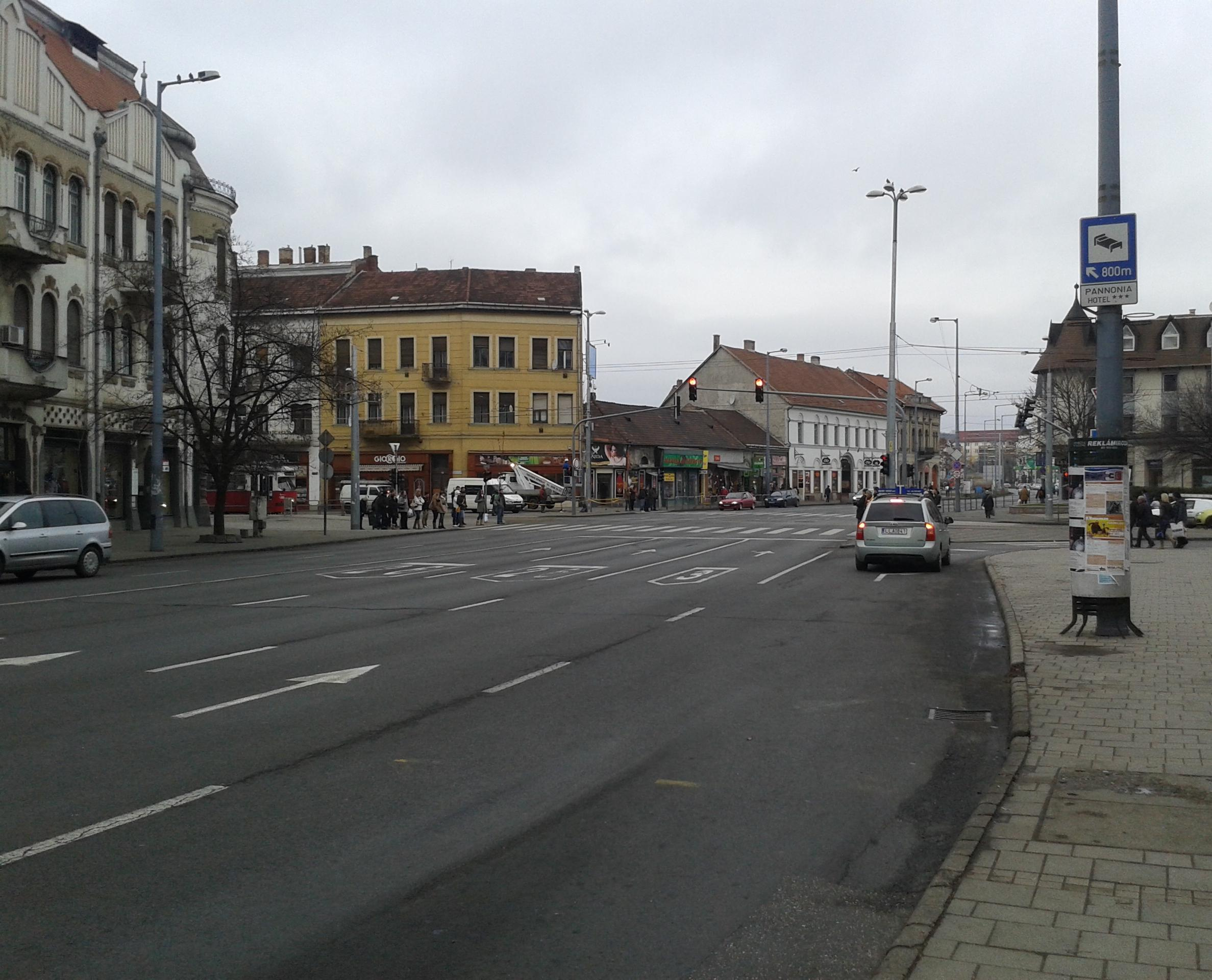
A 3-as főút Miskolc szívében

A Szinva-patak szűk völgyében fekvő Miskolc közlekedés-földrajzi adottságai nem kifogástalanok. A Tiszántúl és a Felvidék keleti részét összekapcsoló két forgalmi tengelytől (Sajó és Hernád völgye) némileg távolabb eső város a 18. században nem volt a postakocsi-útvonalak metszéspontjában. A városban 1790-ben nyílt meg a postaállomás, 1859-ben érkezett meg Szerencs irányából a vasút. 1862-ben omnibuszok jártak a belváros és Tapolcafürdő, valamint a Tiszai pályaudvar és Diósgyőr között. Az első pormentes járdát a Széchenyi utcában építették 1879-ben. 1925 és 1929 között jelentős útépítési programot hajtottak végre. 1948-ban három viszonylatban 22 km vonalhosszon jártak a Miskolci Gépkocsiközlekedési Vállalat autóbuszai.

### Helyi közlekedés
Ma Miskolc tömegközlekedéséről az önkormányzati tulajdonú MVK Zrt. gondoskodik, ami 43 autóbusz- és 3 villamosvonalat tart fenn. Az első villamos 1897. július 10-én indult el, az országban harmadikként, míg a menetrend szerinti buszjárat Magyarországon elsőként indult Miskolcon, 1903. június 8-án. A 2007-es átalakításokig és járatcsökkentésekig a miskolci tömegközlekedés volt az egyik legjobban szervezett az országban. A 2010-es években a Zöld Nyíl program keretében felújították és bővítették a villamospályát, és 2014–2015-től új, Škoda gyártmányú villamosok váltják a régi szerelvényeket. 2016-ban 40 darab szóló és 35 darab csuklós, környezetkímélő, CNG üzemű, új autóbuszt állítottak forgalomba. A városban több taxitársaság működik.

### Távolsági közlekedés
A távolsági és helyközi közlekedést Miskolcon és környékén a Volánbusz és a MÁV-START Zrt. végzi. A város hosszútávú közlekedése viszonylag jónak mondható. A belváros keleti részén, a Búza téren található az autóbusz-pályaudvar, mely a helyközi autóbuszjáratok többségének és a helyi autóbuszjáratok egy részének végállomása.

#### Vasúti közlekedés

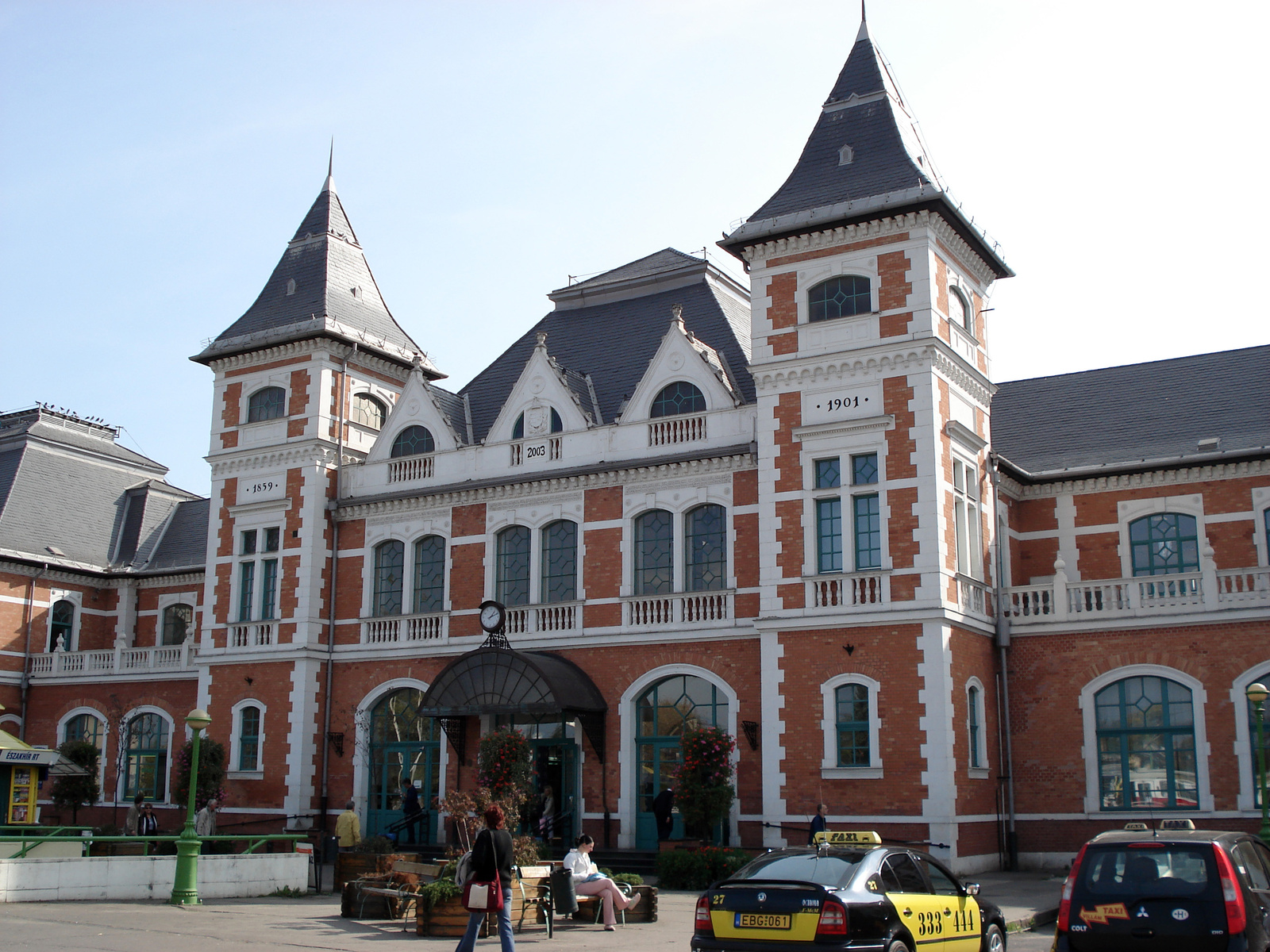
A Tiszai pályaudvar épülete

A városnak két pályaudvara van, a Tiszai pályaudvar, mely a Baross Gábor úton közelíthető meg és a Gömöri pályaudvar, melynek kiszolgálója a Zsolcai kapui felüljárótól induló Állomás utca. Miskolc és Lillafüred között kisvasút is közlekedik (Lillafüredi Állami Erdei Vasút), ami turisztikai szempontból jelentős.
A Tiszai pályaudvart érintő vasútvonalak:
- Budapest–Sátoraljaújhely-vasútvonal (80)
- Nyékládháza–Tiszaújváros-vasútvonal (89)
- Felsőzsolca–Hidasnémeti-vasútvonal (90)
- Miskolc–Bánréve–Ózd-vasútvonal (92)
- Sajóecseg–Hídvégardó-vasútvonal (94)

#### Közúti közlekedés
Miskolc az M30-as autópálya, egyben az E71-es, amely Rijekától Kassáig és E79-es utak közelében található. Utóbbi nemzetközi út Thesszalonikitől a belváros felé veszi az irányt a régi országúton. Ezenkívül a 3-as és a 26-os főutak találkozópontja. A belvárosát tehermentesítő útszakaszok közé tartozik a 304-es és a 306-os út. 
Az előbbieken kívül mellékutak és egyéb alacsonyabb besorolású útszakaszok is érintik a várost, érkeznek be oda, illetve indulnak ki onnan. Így például Egerbe a 2505-ös, Mályinkára a 2513-as, Harsányba a 2515-ös, Parasznyára a 2517-es, Bükkszentkeresztre a 2519-es, Kistokajba a 3604-es, Gesztelyre a 3605-ös útm a főként síelők körében kedvelt Bánkútra pedig a 25 139-es számú mellékút.

### Légi közlekedés
A város 1947 és 1967 között belföldi repülőjáratokkal is elérhető volt. A füves kifutópályával rendelkező repülőtér ezután sportrepülőtérként működött tovább, 2022. április 30-i bezárásig.

## Kultúra
Lásd még: Miskolc képzőművészete, Miskolc zenei élete, A miskolci színjátszás története.

### Oktatás
Miskolc első ismert iskolája már a 15. században létezett. Legrégebbi múltra a Földes Ferenc Gimnázium tekint vissza, amely két, több évszázados múltú intézmény, a református és a katolikus gimnázium összevonásával jött létre. Ezen a két felekezeten kívül még több másiknak is volt iskolája már a 18–19. században: az ortodox görögkeletieknek és a zsidóknak is. A fiúiskolák mellett a 19. században létrejöttek leányiskolák is.
Egy másik neves iskola Miskolcon a Herman Ottó Gimnázium, amely 2019. május 11-én, Miskolc város napján, másodszor kapott Nívódíjat.A gimnázium az elmúlt években számos alkalommal felhívta magára a figyelmet. Ezek közül a legismertebb az a produkció, mely a Herman nevére ismét felhívta a figyelmet a közelmúltban. Az intézmény diákjai és tanárai közösen dolgozták fel az 1985-ös „We Are The World” című dalt. A diákok és tanárok összefogása példa értékű sikert ért el ezzel az országban.
A kitüntetést a Miskolci Nemzeti Színházban rendezett ünnepi közgyűlésen vette át Madarász Péter igazgató úr.
Miskolc egyeteme országos viszonylatban a fiatalabbak közé számít – egy 1949-es törvény rendelkezett az alapításáról –, de jogelődje, a selmecbányai főiskola révén múltja 1735-ig vezethető vissza. Az egyetem három karral eredetileg ipari képzéseket nyújtott, az 1980-as évektől kezdve azonban gazdaságtudományi, állam- és jogtudományi, bölcsészettudományi, illetve egészségügyi karokkal is bővült. 2015-ben hét karral, illetve egy intézettel rendelkezik.
A zeneoktatás több intézményben folyik, legfontosabb a Zenepalota, melynek épületében középiskolai és egyetemi képzés is történik. Ezen kívül Miskolcon még két zeneiskola található, az egyik az Egressy Béni Alapfokú Művészeti Iskola, a másik pedig az Erkel Ferenc Alapfokú Művészeti Tagiskola. Ezek testvériskolák
Miskolcon 35 általános iskola és 22 középiskola van.

### Miskolc a magyar irodalomban
1543-ban Dévay Bíró Mátyás a város prédikátora volt.
1769. március 21-én itt született Dayka Gábor költő, a felvilágosodás korának egyik jelentős lírikusa. 1778–1782 között a minoriták gimnáziumának hallgatója volt.
Kazinczy Ferenc 1789–1795 között a miskolci szabadkőműves páholynak, az „Erényes vándorok”-nak volt a tagja.
Csokonai Vitéz Mihály 1800 nyarán járt a városban, innen keltezte A szépség ereje a bajnoki szíven című versének előszavát.
Petőfi Sándor háromszor járt Miskolcon, először 1844 februárjában, ennek emlékére írta Keresztúton állok című költeményét. Másodszor 1845. április 3-án, amikor felvidéki útja alkalmával időzött a városban, harmadszor 1847. július 8-án tartózkodott itt, amikor is a mai Városház tér 5. (Vadnay–Szeremley-ház) számú házban szállt meg, amin ma emléktábla örökíti meg a költő itt-tartózkodását. Ekkor látogatta meg az egyik lillafüredi barlangot, amit ma Petőfi-mésztufabarlangnak is hívnak, és ekkor írta Alkony című versét, melyet a diósgyőri várból megfigyelt naplemente ihletett.
A Hunyadi utca 54. szám alatt élt 1848-tól haláláig, 1872. szeptember 29-éig Déryné Széppataki Róza. Élete vége felé, 1869-től 1872-ig itt írta meg Napló-ját. Sírja a Szent Anna-temetőben van.
Sokszor megfordult a városban Jókai Mór és felesége, Laborfalvi Róza, aki Miskolcon született (1817. április 8-án). Fontos esemény volt 1883 decembere, amikor Laborfalvi Róza fellépett a Miskolci Nemzeti Színházban. Az előadás nézői között Jókai is ott volt, és verset is írt a színház óratornyáról.
Lévay József 1835-től volt a református gimnázium tanulója, később, 1852–1865 között tanára. 1865 után megyei aljegyző, főjegyző, végül alispán lett. A Hunyadi utca 4. (Mikuleczky–Lévay-ház) szám alatt lakott, itt is halt meg 1918. július 4-én.
Tompa Mihály gyakran meglátogatta Lévay Józsefet, egyik alkalommal, 1855 nyarán Arany János társaságában kereste fel a várost. Miskolcon jelent meg 1852-ben Regék, beszélyek című munkájának négy kötete.
Miskolci tartózkodása alatt a Csabai kapu 29. alatt lakott Kaffka Margit. Az elszegényedett dzsentri családból való Kaffka Margitot az apácák nevelték fel Miskolcon, itteni élményeit eleveníti meg a Levelek a zárdából és a Hangyaboly című regénye. 1899-től a zárdaiskola tanárnője, 1902 és 1906 között polgári iskolai tanárnő volt. Ez időben jelent meg első két verseskötete: a Versek és a Kaffka Margit könyve.
Móricz Zsigmond sokszor járt itt élő rokonainál az 1920-as években. 1934 tavaszán Miskolcon az Abbázia Szállóban lakott, ahol befejezte és elkészítette az Erdély trilógia végleges kéziratát. Az írónak jó barátja volt Leszih Andor múzeumigazgató, és az ő meghívására gyakran látogatott Miskolcra. Miskolcot a legnagyobb jövőjű magyar városnak tartotta.
A Vörösmarty utca 49. szám alatti házban (az 1970-es évek végén lebontották, ma lakótelepi épület áll a helyén) született 1900. március 31-én Szabó Lőrinc. Ötéves koráig élt itt. Miskolci éveiről a Tücsökzene című kötetének A gyermekkor bűvöletében című fejezetében ír.
A később Miskolchoz csatolt Szirmán állt a Klein-kastély, amely a második világháborúban elpusztult; ez ihlette Faludy Györgyöt – aki a háború előtt és után is járt itt – Kétségbeesés Szirmán című verse megírására.
Miskolcon jelent meg 1962-től 1990-ig a Napjaink című irodalmi folyóirat, amelynek jogutódjai a Holnap (1990–1995) és az Új Holnap (1995–2006) voltak. A Műút című irodalmi, művészeti és kritikai folyóirat 2007 nyarától kezdve jelenik meg a Miskolci Galéria Városi Művészeti Múzeum és a Szépmesterségek Alapítvány kiadásában.

### Kulturális intézmények
- Művészetek Háza
- Miskolc Városi Szabadidőközpont („Sportcsarnok”)
- Corner Stage Független Zenei Kulturális Központ
- Helynekem Kulturális tér és szórakozóhely

Színházak
- Miskolci Nemzeti Színház
- Csodamalom Bábszínház

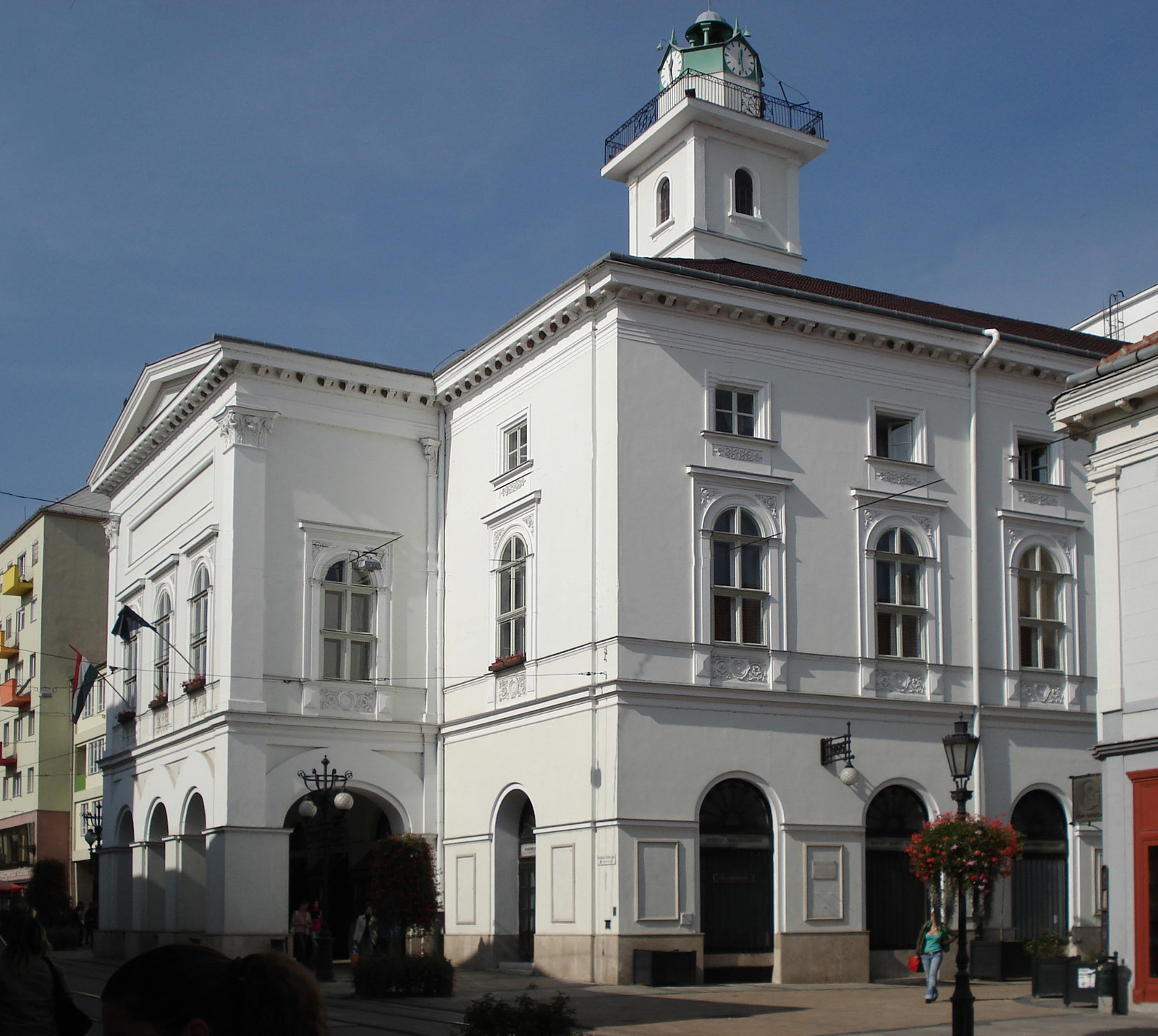
Miskolci Nemzeti Színház

- Akropolisz Szabadtéri Színpad (Miskolctapolca)

Könyvtárak
- II. Rákóczi Ferenc Megyei Könyvtár
- Miskolci Városi Könyvtár és fiókkönyvtárai:
  - Lévay József Muzeális Könyvtár
  - Dayka Gábor Könyvtár
  - József Attila Könyvtár
  - Petőfi Sándor Könyvtár
  - Szabó Lőrinc Könyvtár
  - Tompa Mihály Könyvtár
  - Kaffka Margit Könyvtár
- Avasi Közkönytár
- Miskolci Egyetemi Könyvtár
- Selmeci Műemlékkönyvtár

Múzeumok
Templomok

### Rendezvények

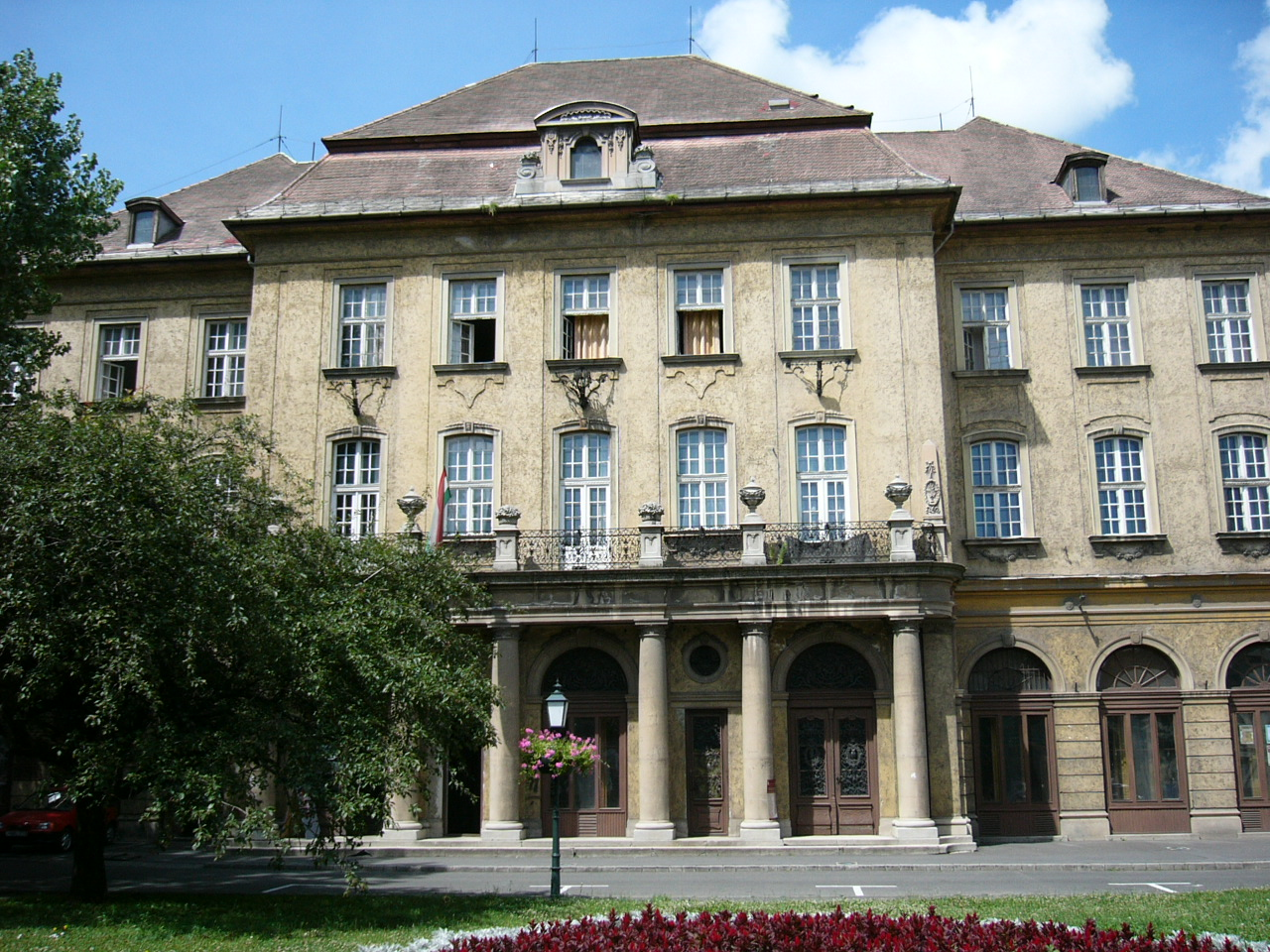
A Zenepalota

- Avasi Borangolás (2012 óta minden május)

- Országos grafikai biennálé (változó időpontban)
- Becherovka Miskolci kocsonyafarsang (február)[60]
- Miskolci kocsonyafesztivál (február)
- Kamarakórus fesztivál (március)
- Diósgyőri várjátékok (1986 óta minden májusban)
- Miskolci Tévéfesztivál[61]
- MEN, Miskolci egyetemi napok, MEN-fesztivál (május)
- Miskolci Nemzetközi Operafesztivál (Bartók+… nemzetközi operafesztivál; 2001 óta minden nyáron)
- Kaláka fesztivál (1979-től 2011-ig)
- Diósgyőri várjátékok (augusztus)
- Gyár fesztivál (augusztus)
- Díszelgő alegységek és katonazenekarok nemzetközi fesztiválja (2005-től, nyáron)
- Kamarazenei nyár
- Nemzetközi dixieland fesztivál (1985-től, nyáron)
- CineFest – Miskolci Nemzetközi Filmfesztivál (2003 óta minden szeptemberben)[62]
- Görömbölyi ősz (szeptemberben)
- Rocktóber fesztivál
- Téli tárlat (december)
- Borsodi sörfesztivál
- Miskolci fröccsfesztivál június 24-én vagy egy ehhez közeli hét végén

## Média

### Rádió, Televízió
- Rádió 1 Miskolc- FM 96,3  MHz Archiválva 2021. augusztus 11-i dátummal a Wayback Machine-ben
- Szent István Rádió – FM 95,1 MHz
- Európa Rádió – FM 90,4 MHz Archiválva 2013. június 19-i dátummal a Wayback Machine-ben
- Csillagpont Rádió – FM 103 MHz
- Rádió M – FM 101,6 MHz
- Hír FM – FM 103,8 MHz
- Miskolc TV

### Újság
- MiNap
- Kulcs Magazin
- Észak-Magyarország (megyei)

### Internet
- MiNap Online
- Észak Online
- Borsod online
- HelloMiskolc.hu
- Borsod24 Archiválva 2020. március 20-i dátummal a Wayback Machine-ben
- Royal Magazin
- Észak-Magyarország Archiválva 2019. június 26-i dátummal a Wayback Machine-ben

## Turizmus

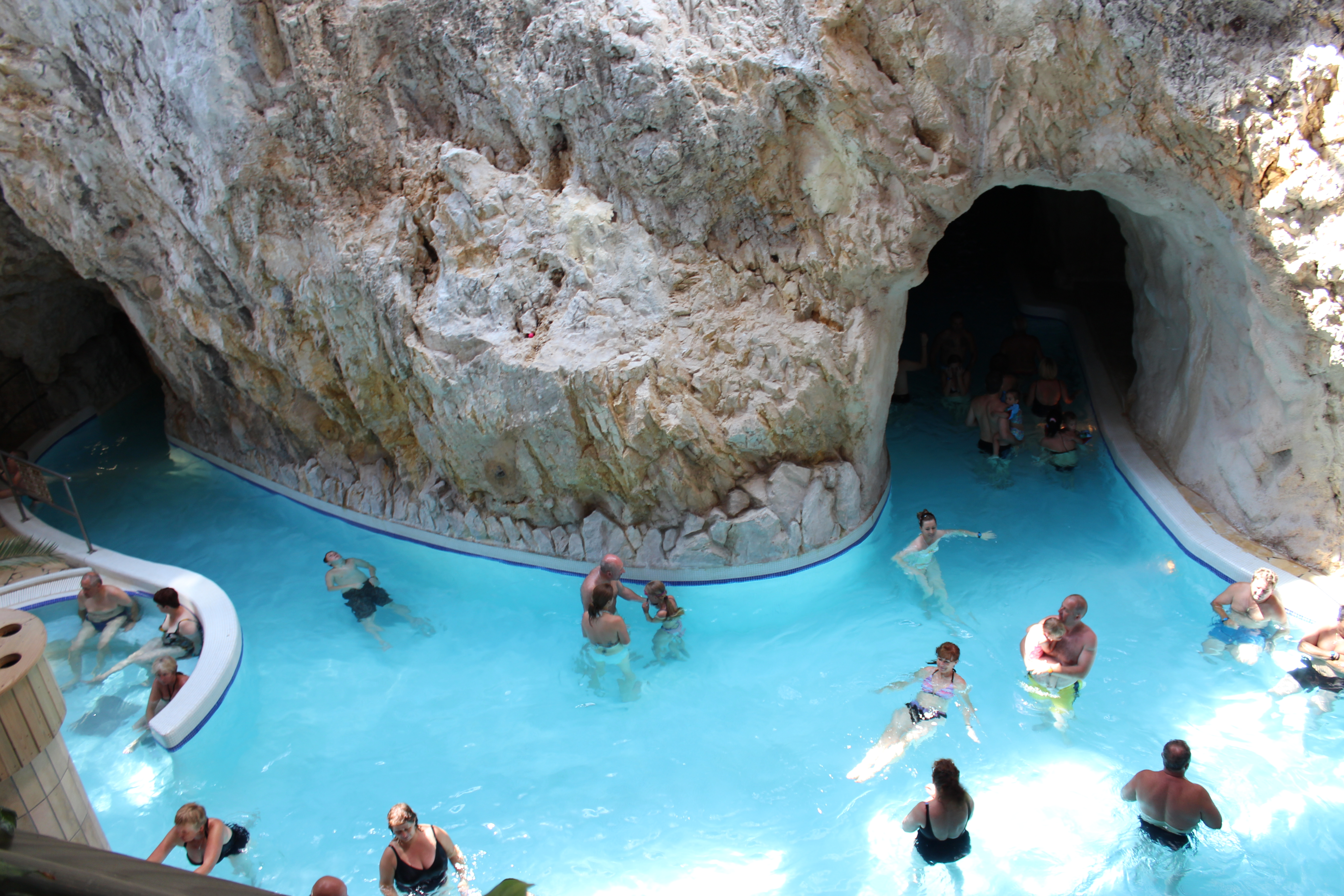
A miskolctapolcai Barlangfürdő az egyik legnépszerűbb látványosság

2014-ben összesen 145 101 vendég 315 135 vendégéjszakát töltött Miskolc kereskedelmi szálláshelyein a KSH-adatok szerint. A külföldi vendégéjszakák száma éves szinten 8,2%-kal, a belföldi forgalom 24,7%-kal nőtt. A látogatószámok azt mutatják, hogy Miskolc a családos vendégek és a kisebb baráti társaságok paradicsoma. 2014-ben a legnagyobb növekmény a diósgyőri várban volt, azonban a Barlangfürdőben, a Pannon-tenger Múzeumban és a Miskolci Állatkertben is megérezték a vendégforgalom növekedését. A LÁEV kisvasúton 2014-ben közel negyedmillió vendég utazott. A külföldi küldőterületek közül a legnagyobb növekmény 2014-ben Ukrajna területéről volt tapasztalható – az ukrán vendégéjszakák száma több mint 70%-kal nőtt 2014-ben, 4777 vendégéjszakát realizáltak, ami 1998 vendégéjszakával több, mint az előző évben volt. A Szlovákiából érkező vendégek 1309 (29,9%), míg a Lengyelországból érkezők 839 vendégéjszakával (15,6%) töltöttek többet Miskolcon, mint az előző évben. A cseh vendégéjszakák száma 20%-kal nőtt, innen 701 éjszaka a növekmény. A csehek tekintetében a legmagasabb az átlagos tartózkodási idő a városban, az éves átlag 3,2 vendégéjszaka.
A 2015. év legnagyobb feladata turisztikailag a Miskolc Pass Turisztikai Kártya bevezetése, amely még komfortosabbá teszi a miskolci pihenést, hiszen az ingyenes közösségi közlekedésen túl 16 attrakcióhoz biztosít ingyenes belépést, s több mint 80 turisztikai szolgáltatást kaphatnak a vendégek 10–50% kedvezménnyel.

### Látnivalók
Turisztikai szempontból Miskolc legjelentősebb látványosságai közé tartozik Miskolctapolca a Barlangfürdővel és az azt körülvevő parkkal, amelyben csónakázótó, strand és kalandpark is található; a Bükk-vidék központi részén fekvő Lillafüred, ahol a Palotaszálló, a vízesés (az ország legmagasabb vízesése), a Hámori-tó, az Anna- és a Szent István-barlang található; a 2014-ben újjáépített diósgyőri vár, valamint a Csanyik-völgyben lévő Miskolci Állatkert és Kultúrpark. Emellett számos múzeum található a város területén, amelyek közül is kiemelkedő a 2013-ban megnyitott Pannon-tenger Múzeum, amely a Bükkábrányban megtalált hétmillió éves mocsárciprusok korát mutatja be, illetve a Herman Ottó Múzeum Papszeri épülete, ahol a 2015-ben Az év kiállítása díjat nyert Elit alakulat – A Kárpát-medence leggazdagabb honfoglalás kori temetői című kiállítás is megtekinthető. Kiemelkedő ugyanakkor a szintén a belvárosban található Magyar Ortodox Múzeum is.

## Sportélete

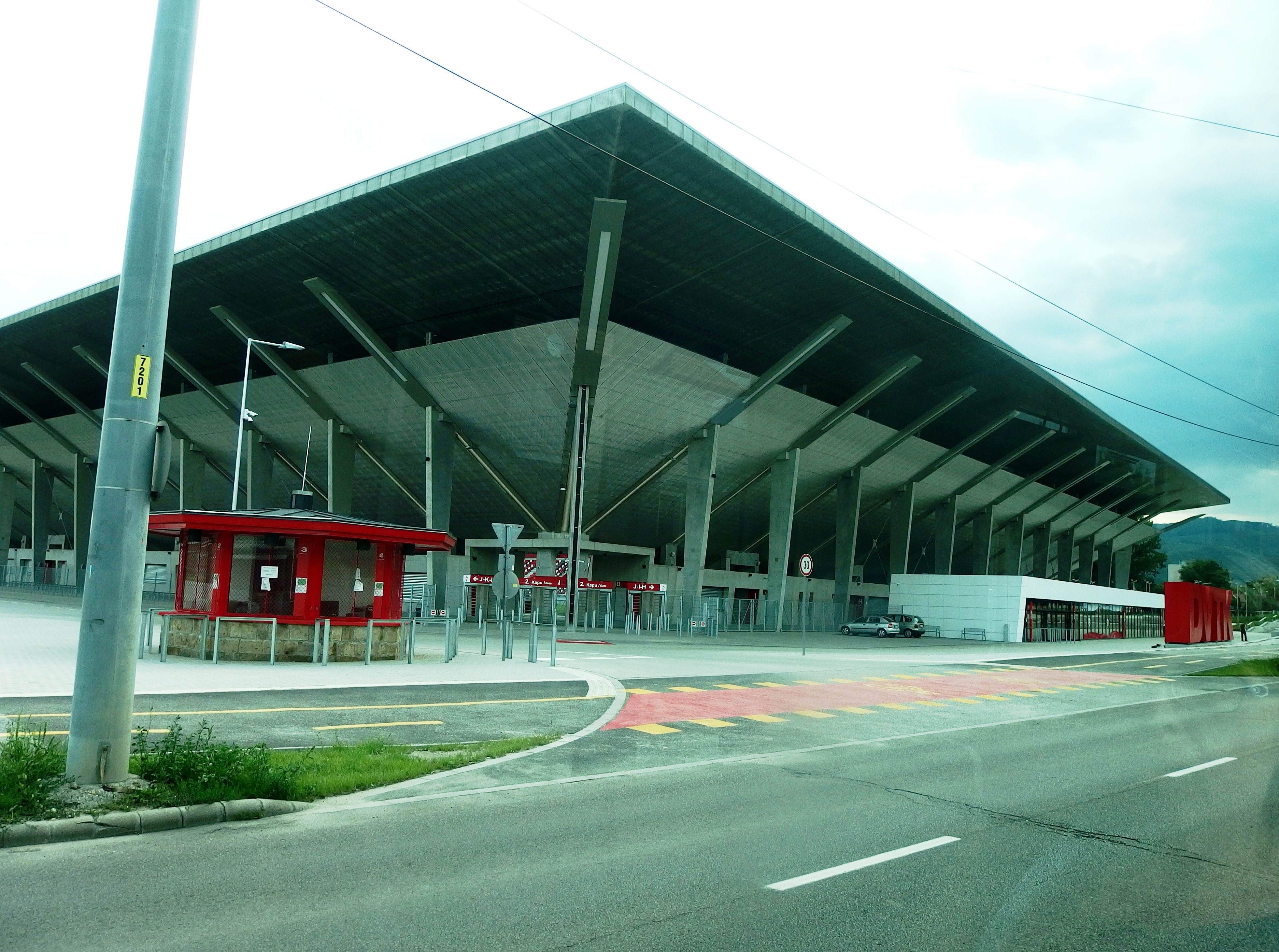
Az új, 2018-ban átadott DVTK-stadion

A város számos sportban képviselteti magát az első osztályban. Két nagy múltú focicsapata van Miskolcnak. A Diósgyőri VTK az NB I-ben játszik, az MVSC a megyei első osztályban. A város élvonalbeli női kosárlabda-csapata, az Aluinvent DVTK kétszer nyerte meg a Magyar Kupát. Anyagi gondok miatt a klub megszűnt, egy ideig az NB I/B-ben játszott egy főleg ifjúsági játékosokból álló csapat, MISI-DKSK néven. A csapat – 2013-tól Aluinvent DVTK néven – ismét az első osztályban szerepel.
Miskolc város jégkorongcsapata, a DVTK Jegesmedvék az első osztályban játszik, és a 2006-os idénytől a Miskolci Jégcsarnokban fogadják az ellenfeleiket. A 2014/2015-ös bajnokságban mindhárom fronton 1. helyezett lett a csapat (Magyar Bajnokság, Magyar Kupa, Mol Liga). A DVTK keretén belül több más sportág is jelen van a városban, például az első osztály élvonalában szereplő női labdarúgók, a női röplabdázók, a sakkozók, vagy az e-sportolók. A DVTK-nak kerékpáros szakosztálya is van, a DVTK Cycling Team (korábban DVTK-Freeriderz), mely a Freeriderz SC. integrálásával jött létre. A sportolók eredményesen szerepelnek hegyikerékpározásban, országúti kerékpározásban, downhill-ben, enduro-ban és triatlonban is.
Miskolcnak két amerikaifutball-csapata is van: a Miskolc Steelers és a Miskolc Renegades. Előbbi 2016-ban magyar bajnoki címet szerzett. A salakmotor terén is nagy múlttal rendelkezik a város, de 2013-tól átmenetileg szünetel a sportág Miskolcon. Több szakosztállyal is rendelkezik az MVSI (Miskolc Városi Sportiskola), például úszás, atlétika.
Miskolc legnagyobb sportlétesítménye az újjáépített, 2018-ban átadott DVTK-stadion és a hozzá tartozó edzőpályák. A stadion 14 655 férőhelyes, a labdarúgó pálya alácsövezett, automata locsoló berendezéssel rendelkezik, és alulról fűthető. A DVTK híres fanatikus szurkolóiról és a szurkolók kitartásáról, a klub szurkolói bázisa egész Borsod-Abaúj-Zemplén vármegyére kiterjed. A 2005-ben felújított Miskolc Sportcsarnokban 1488 ülőhely található (teljes befogadóképessége 3000 fő), a mellette lévő Jégcsarnokban pedig 2334 ülőhely van.
| Csapat           | Sport            | Bajnokság             | Sportcsarnok               |
| ---------------- | ---------------- | --------------------- | -------------------------- |
| Diósgyőri VTK    | labdarúgás       | NB I                  | DVTK-stadion               |
| DVTK Jegesmedvék | jégkorong        | Erste Liga            | Generali Aréna             |
| Miskolc Steelers | amerikai futball | HFL                   | Miskolci Atlétikai Centrum |
| Miskolci VSC     | labdarúgás       | BAZ megyei I. osztály | MVSC sporttelep            |
| Diósgyőri VTK II | labdarúgás       | NB III kelet          | DVTK-stadion               |
| DVTK HUN-Therm   | kosárlabda       | NB I. A csoport       | DVTK Aréna                 |
| Diósgyőri VTK N  | röplabda         | Extraliga             | DVTK Aréna                 |

## Nemzetközi kapcsolatok
Miskolcon Finnországnak és Uruguaynak van konzuli képviselete.

### Testvérvárosok
| - Aschaffenburg, Németország (1996) - Aszan, Dél-Korea (2011) - Burgasz, Bulgária (2003) - Cleveland, USA (1995) - Jentaj, Kína (2015) - Kassa, Szlovákia (1997) - Selmecbánya, Szlovákia (2024) | - Katowice, Lengyelország (1973) - Kayseri, Törökország (2013) - Ostrava, Csehország (2001) - Tampere, Finnország (1963) - Valenciennes, Franciaország (2009) - Vologda, Oroszország (1973[forrás?]) |

Kassa nevét utca, Katowice és Vologda nevét utca és városrész, Tamperéét park és városrész viseli Miskolcon. Katowicében tér viseli Miskolc nevét (Plac Przyjaciół z Miszkolca w Katowicach). A másik három visegrádi ország városai, Kassa, Katowice és Ostrava egymásnak is testvérvárosai.